# Gemini–11
A Gemini–11, vagy hivatalos megjelölése szerint a Gemini XI az amerikai Gemini-program kilencedik emberes küldetése volt. A repülés a program harmadik fázisában zajlott le, amikor már nem az űrteljesítmények elsőkénti végrehajtása volt a fő cél, hanem a jártasság, a tudás elmélyítése. Az előző repülések sorozatos félsikerei szükségessé is tették, hogy bizonyos témákban – mint például az űrséta, vagy a két űrhajó összekötésével végzett mesterséges gravitációs kísérletek – újra próbálkozzon a NASA. A Gemini XI elé meglehetősen komplex feladatot állítottak a tervezők. A legjelentősebb újítás az volt, hogy már a felszállás utáni első keringésben végre kellett hajtani az űrrandevút. Emellett szerepelt két űrséta, az összedokkolt Agena-Gemini űrhajórendszerrel végzett együttes manőverek, illetve egy pányvával összekötve az űrhajókat mesterséges gravitációs kísérlet a sok hagyományos orvosi, fényképezési és egyéb kísérlet mellett.
A repülés parancsnokául Pete Conradot nevezte ki Deke Slayton, személyzeti kérdésekért felelős NASA igazgató, míg másodpilótája Dick Gordon lett. Így ismét egy tapasztalt, korábban már repült űrhajóst és egy, a Tizenegyek csoportjából – a harmadik űrhajós-válogatásból – érkező újonc került össze. A parancsnoki tartalék Neil Armstrong, a pilóta tartalék pedig Bill Anders lett. A kinevezett űrhajósok maguk is hoztak új feladatot a repülésbe: Conrad parancsnok sikeresen lobbizott azért, hogy az Agena főhajtóművét használva minél magasabbra emelkedhessenek a földfelszín felett, hogy a kozmikus sugárzás hatásait vizsgálhassák nagyobb magasságokban.
A Gemini XI 1966. szeptember 12-én startolt Cape Kennedy-ről, helyi idő szerint 9:42:26,5-kor (14:42:26,5 UTC) egy mindössze 2 másodperces indítási ablakban. A precíz tervezésnek és a teljesen sikeres startnak köszönhetően ezután a Gemini űrhajó sikerrel randevúzott és kapcsolódott össze az első keringés során a kicsit korábban startoló Agenával. A következő fontosabb feladat egy űrséta végrehajtása volt, amely feladat Dick Gordonra hárult. Ennek keretében az űrhajósnak egy Dacron sodronyt kellett rögzítenie a Gemini és az Agena bekötési pontja körül, hogy majd a két űrhajót összekötve reptethessék. Emellett számos más, pl. minta visszahozatali, vagy kisebb szerelési feladatot is szántak a pilótának, ám már az első feladattal is csak nagy nehézségek árán boldogult. A NASA továbbra sem szerelt kapaszkodókat és lábtartókat az űrhajó külsejére, ezért az űrhajós olyan erőfeszítésre kényszerült, amelyben végletekig kimerült és felhevült és amely miatt idő előtt be kellett fejeznie az űrsétát. A félsikert hozó műveletet az Agenával összekapcsolt űrhajórendszer pályamódosítása követte, amellyel 1374 km magasságba jutottak el az űrhajósok. Két keringést tettek meg ebben a magasságban, méréseket végezve. Ennek végeztével visszaállították az eredeti pályát, ahol Gordon egy újabb űrsétát végzett, ám ezúttal csak egy SEVA – Stand-up EVA, azaz felállva végzett, űrhajón kívüli tevékenység – volt. Végül leváltak az Agenáról, majd 44 keringés megtétele után 2 nap 23 óra 17 perc 8 másodperc repülést követően leszálltak az Atlanti-óceánon.

## Előzmények
A Gemini-program az Apollo-program Kennedy elnök általi bejelentéséből fakadt, ahhoz szorosan kapcsolódott. Az Egyesült Államok a hidegháború keretében az űrtevékenységet bevonta abba a politikai-ideológiai küzdelembe, amely a két politikai világrendszer és annak két vezető hatalma között zajlott. A Szputnyik–1 felbocsátása által a Szovjetunió nyerte ennek a történelmileg űrverseny néven említett versengésnek az első aktusát, majd folyamatosan bocsátott fel űreszközöket az USA-t megelőzve. Az amerikai közvélemény ezt szinte háborús vereségnek ítélte meg, amelynek nyomán erős nyomás nehezedett az amerikai kormányzatra, hogy választ adjon ezekre az elsőségekre, maga is bizonyítván a képességet, hogy a másik hatalom is képes végrehajtani ilyen űrteljesítményeket, illetve a politikai nyomás abban is megnyilvánult, hogy az Egyesült Államoknak vissza kell szereznie a vezető szerepet az űrteljesítményeket illetően. Jurij Gagarinnak a Vosztok–1-en történt 1961. április 12-i felbocsátása által a Szovjetunió újabb jelentős elsőséget söpört be, amelynek hatására az amerikai elnöki tanácsadók azt javasolták Kennedynek, hogy tűzzön ki egy olyan bombasztikus célt, amelynek elsőkénti teljesítése felülír minden korábbi sikert és vitathatatlan vezető szerephez juttatja annak végrehajtóját. Ez a cél lett a holdra szállás egy kilenc éves időkereten belül.
Ám a Hold elérésének bejelentése idején az amerikai űrkutatás nem állt olyan szinten, hogy homályos elképzeléseknél több legyen a NASA tarsolyában a feladat végrehajtásához. Sem eszközrendszerben, sem a holdra szálláshoz szükséges műveletekben nem állt ott a NASA és az éppen futó Mercury-program, hogy akárcsak biztos választ tudjanak adni arra, hogy a feladat végrehajtható. Ekkor merült fel a gondolat és igény, hogy a holdra szállás eszközeinek fejlesztését és a szintén szükséges folyamatok, műveletek kikísérletezését, a képesség igazolását válasszák ketté és az utóbbira indítsanak el egy párhuzamos, önálló űrprogramot, amelyben az űrhajósok Föld körüli pályán igazolhatják a képességet és kikísérletezhetik a holdi műveletek mikéntjét. A legfontosabb, kipróbálásra váló műveletek: az űrrandevú, azaz két űrhajó űrbéli összekapcsolása, dokkolása; az űrséta, és a minél hosszabb – legalább egy holdi oda- és visszaút időszükségletének megfelelő – időtávú repülés kivitelezése volt. Ezeket a feladatokat és ezek tetszőleges kombinációjának végrehajtását várták az újonnan életre hívott Gemini–programtól. A Gemini–program repülései egyesével mentek végig ezeken a feladatokon, majd egy második szakaszban számos űrhajósnak nyújtottak gyakorlási lehetőséget a későbbi, nagy cél tökéletes végrehajtása érdekében.
A Szovjetunióban is a Geminihez hasonló továbblépésen dolgoztak – bár teljesen titokban –, a Vosztok-program sikerei után a Szergej Koroljov vezette szovjet űrkutatás átlépett a Voszhod-programba, amelynek ugyanúgy a holdi műveletek lehetőségeinek (többszemélyes, manőverezhető űrhajó, űrrandevú, dokkolás, űrséta stb.) kidolgozása volt a célja. Mindemellett azonban a szovjetek továbblépése más tervezési elveken alapult és a Voszhod űrhajó nem volt manőverezhető, inkább a Vosztok űrhajó kisebb fokú átalakításából született, amely korlátozások árán, de lehetővé tette, hogy több űrhajós is helyet foglalhasson benne, illetve ráillesztettek egy légzsilipet, amellyel űrsétákat terveztek végrehajtani.
A Voszhod–program első próbálkozása több űrhajós felbocsátása volt, a Voszhod–1 1964. október 12-én startolt, megelőzve bármiféle Gemini űrhajót. A repülés sikeres volt, az űrhajóban Vlagyimir Komarov parancsnok, Borisz Jegorov orvos és Konsztanytyin Feoktyisztov fedélzeti mérnök (egyébként az űrhajó egyik tervezője) egy napos, 16 keringéses repülést teljesített. Ezzel ismét egy újabb űrbeli elsőséget (ti. az első többszemélyes űrhajó repülését) biztosítva a Szovjetunió számára. Amerikában ezt újabb lemaradásnak könyvelhették el. Majd ezután 1965. március 18-án, négy nappal megelőzve a Gemini–3-at Bajkonurból felszállt a Voszhod–2, fedélzetén Pavel Beljajev és Alekszej Leonov űrhajósokkal, hogy egy nem különösebben hosszú – 1 nap 2 óra 2 perces időtartamú – repüléssel egy újabb űrbeli elsőséget állítsanak fel: Alekszej Leonov a világon elsőként végzett űrsétát. Amerika lemaradása látszólag még mindig fennállt a korábbi programokhoz és űrteljesítményekhez hasonlóan, a szovjetek ismét előbb mutattak be űrműveleteket, mint ők.
Amit a szovjet híradások nem adtak közre, az az volt, hogy a világ első űrsétája, illetve az azt övező űrrepülés mennyire csak félsiker volt. Leonov ugyan negyed óráig kinn volt az űrben, ám az űrhajós és az űrruha kialakítása miatt alig tudott visszatérni az űrhajóba és kis híján belehalt az erőfeszítésbe (az űrruha a belső nyomástól annyira felfújódott, hogy Leonovból lényegében egy nagy, felfújt Michelin-baba lett, aki nem tudott visszamászni az űrhajó zsilipjébe, ahonnan kijött, csak ha leeresztette az űrruha belső levegőjét, azt kockáztatva, hogy közben elfogy a levegője). A problémák később is folytatódtak: az űrkabinból szivárogni kezdett a levegő, majd navigációs problémák miatt a fékezést kézi vezérléssel kellett kivitelezni. Ennek hatására a leszállásra több száz kilométerre a kijelölt helytől, Perm város közelében került sor. A mentőegységeknek negyvennyolc órájába telt, hogy a havas erdőből kimentsék az először halottnak hitt két űrhajóst.

### A Gemini–program első fázisa
A program tervezett és végül végrehajtott repülései három nagy fázisra voltak oszthatók. Az első fázis három repülésből állt – két automata és egy ember vezette repülésből – és ez mindössze azt volt hivatott igazolni, hogy a vadonatúj hardver megfelelően teljesít. Ennek eldöntésére az előző programhoz képest lényegesen kevesebb kísérlet is elegendő volt, kimaradt egy sor rendszerteszt, amelyet egyetlen repülésen, több szempont figyelembevételével is mérni tudtak, valamint kimaradtak az állatkísérletek, hiszen teljes körűen igazolódott, hogy az élő emberi szervezet képes a világűr körülményeinek elviselésére.
A program első felszállása a Gemini–1 volt, amelyre 1964. április 8-án került sor. Ezen a repülésen először tesztelték a Gemini űrhajó és a Titan II rakéta integritását, illetve az együtt repülés feltételeit. A kabin ezúttal nem volt teljes értékű űrhajó, részben amiatt, mert magának az űrhajónak a fejlesztése elhúzódott, és még nem állt készen egyetlen példány sem a repülésre, részben amiatt, hogy főként csak mérési eredményekre volt szükség és nem valós repülési eredményekre. Ezért az űrhajó inkább csak egy üres héj volt, amelyet műszerekkel töltöttek meg. A repüléstervezők nem terveztek irányított visszatérést, mindössze Föld körüli három keringésig rögzítették az űrhajó adatait, amelyek mindenben kielégítő eredményt hoztak. A repülést magát úgy tervezték, hogy az űrhajó nagyjából három és fél nap elteltével a felső légkör természetes fékező hatására magától visszasüllyedjen a sűrűbb légrétegekbe és elégjen. Ennek elősegítésére a mérnökök négy lyukat fúrtak a hőpajzsba. Végül a rakéta 7 másodperces továbbműködése miatt a tervezettnél kissé magasabb pályára állt a Gemini–1, így a tervezett három és fél nap helyett négy nap múlva zuhant vissza Földre az űrjármű 1967. április 12-én, a déli Atlanti-óceánon Dél-Amerika és Afrika között, minden repülési célkitűzést hibátlanul teljesítve.
A második automata tesztrepülésre viszonylag sokat kellett várni, egészen 1965. január 19-ig. A csúszásra egyrészt az elhúzódó fejlesztések adtak okot, mivel ezúttal egy teljes értékű űrszerelvényt tervezett indítani a NASA. Másrészt 1964. december 9-én egy sikertelen startra is sor került, amikor az utolsó másodperben (a rakéta hajtóműve már járt, de a leszorító tartócsavarokat még nem robbantottak le) a beépített Üzemzavar Érzékelő Rendszer jelzett és leállította a hajtóműveket. A hibák elhárítása után a tervek szerint startolt el az űrhajó, amelyet azonban nem terveztek Föld körüli pályára állítani, hanem csak egy szuborbitális repülés keretében bocsátottak fel, hogy az a lehető legnagyobb sebességre gyorsulva 3422 kilométerre a starthelytől csobbanjon az óceánba és közben leteszteljék az űrhajó biztonságos leszálláshoz szükséges részegységeket, különös tekintettel a hőpajzsra. Az űrhajó ismét tökéletesen teljesített, leszámítva két kisebb rendszer nem számottevő hibáját). A leszállás után a USS Lake Champlain repülőgép hordozó halászta ki a kabint 26 kilométerre a tervezett leszállási ponttól.

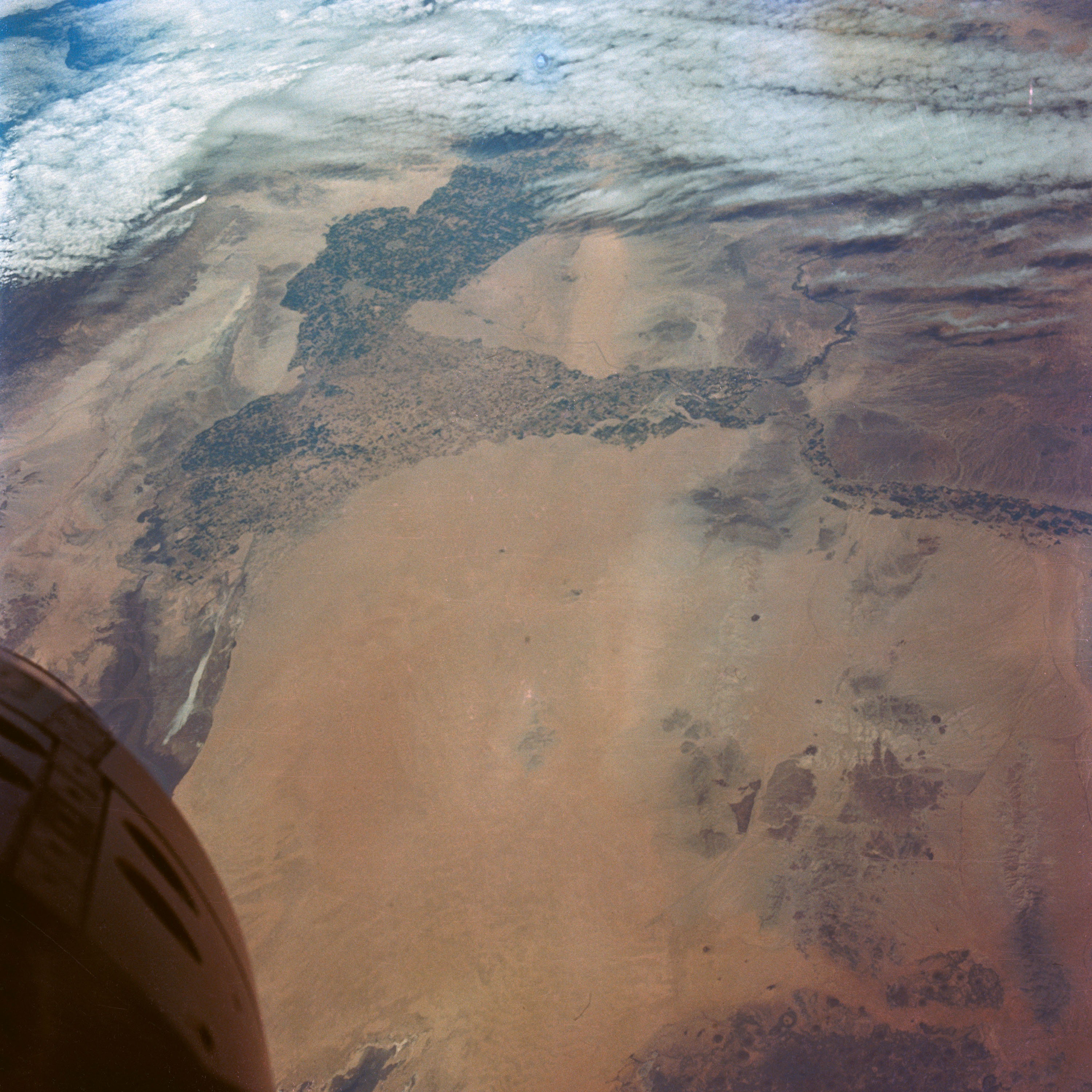
Grissom és Yong űrhajója Észak-Mexikó felett repül

Ezt követően kerülhetett sor az igazi főpróbára, amikor már emberek is ültek az új űrhajóban és élesben próbálhatták ki az új eszközök nyújtotta új képességeket. A fő célkitűzés „demonstrálni és felmérni az űrhajóban, a hordozóeszközben és az eljárásokban rejlő képességeket a jövőbeni hosszútávú és randevú repülések érdekében” volt. Ebben a kérdésben az okozta a fő dilemmát, hogy milyen hosszú repülés tudja ezt megvalósítani. Sok vita után megmaradtak a még a Gemini-program általános tervezésénél felvázolt Föld körüli három keringésig tartó verziónál, némiképp még a hiányos Mercury tapasztalatokra alapozva. A rövid repülési idő, valamint az űrhajósok számára korlátozottan rendelkezésre álló felkészülési idő folytán a küldetéstervezés csak olyan kísérleteket tudott betervezni a repülésre, amelyek nem igényeltek komolyabb felkészülést és az űrhajósok egyszerűen és gyorsan végre tudták hajtani, ezért mindössze három kísérletet – egy a sugárzásnak a sejtekre való hatását mérő, egy sejtnövesztési és egy kommunikációs kísérletet – terveztek be a fő, az űrhajó manőverezőképességét kipróbáló tesztek mellé. Ezzel a Gemini–3 egyfajta átmenetet képzett a rövid, de hatékony repülésével a nyúlfarknyi Mercury repülések és a későbbi, az akár egy hetet is meghaladó, bonyolult Gemini repülések között.
Személyzetként Gus Grissom parancsnokot és John Young pilótát nevezte meg a NASA, előbbi a Molly Brown nevet választotta az űrhajónak. A startra 1965. március 23-án, helyi idő szerint 9:24-kor (14:24 UTC) került sor Cape Kennedy LC-19 indítóállásából. A három fordulatos repülés nagyon hamar lezajlott: az első keringésben elhárítottak egy kisebb műszerfal hibát, illetve nekiláttak a kísérleteknek, amelyek azonban nem sikerültek, a második keringésben került sor a történelmi és egyben legfontosabb próbára, az űrhajósok önállóan manővereztek – pályát változtattak az űrhajóval. Végül a harmadik körben már a leszállás előkészületeivel voltak elfoglalva. A leszállásra 4 óra 55 perc 14 másodperc repülés után került sor az Atlanti-óceánon, ahol a USS Intrepid anyahajó szedte fel az űrhajósokat. Ezzel az űrhajó berepülése sikeresen teljesítésre került, utat nyitva a későbbi, komolyabb Gemini repülések előtt.

### A Gemini–program második fázisa
A Gemini–program második fázisának tekinthető 5 repülés lényegében azoknak a teljes újdonságot jelentő mérföldköveknek a kipróbálása volt, amelyért magát a programot létrehozták, azaz a később holdra szállás mérföldköveinek számító műveletek életképességének bizonyítása. A NASA lényegében ezen az öt repülésen múlta felül véglegesen a szovjet űrprogramot és alig egy év alatt – legalábbis technikai értelemben – megfordította az űrversenyt, igaz annak végleges megnyeréséhez a közvélemény szemében mindenképpen kellett később a holdra szállás.
A NASA amikor áttért a repülések következő fázisára, az alapvetően előre kijelölt fő célkitűzéseken akart végigmenni, az első kutató repüléssel az űrrandevút célozva meg. Ám mivel az űrhajó képességeinek kifejlesztése sem volt még a végén, a szovjetek ráadásul végrehajtották az első űrsétát, ezért átalakították az első repülést és maguk is az űrséta megvalósítását tűzték ki célul, soron kívül. A startra 1965. június 3-án, 10:26:59-kor (15:26:59 UTC) került sor Cape Canaveral 19-es indítóállásáról. A repülés első feladata az űrhajót pályára állító Titan II második rakétafokozatával való űrrandevú volt, az űrhajósoknak egy-két méterre meg kellett volna közelíteniük a leválasztás után eltávolodott eszközt és kötelékben repülni vele egy ideig. A repülés idejére még nem készült el a randevúradar fejlesztése, ezért az űrhajósok a saját szemükre támaszkodhattak csak a manővernél. Többszöri sikertelen próbálkozást követően McDivitték felhagytak a randevú megkísérlésével, mivel az nem vezetett eredményre.
A repülés második feladata az űrséta végrehajtása volt, amelyre Ed White volt kijelölve. White előbb elvégezte az űrséta előkészítő tevékenységeit (összeszerelt egy, a manőverezéshez szükséges sűrített levegős pisztolyt, illetve csatlakoztatta az űrruhájához a létfenntartó rendszer csatlakozóit, a köldökzsinórt, stb.), majd kihermetizálták a kabint, némi nehézség árán kinyitották a kabinajtót és az űrhajós kilebegett az űrbe. A manőverező pisztoly segítségével különböző irányú mozgásokat próbált ki, amelynek során az űrbeli mozgás semmiféle nehézséget nem okozott és nem merült fel egyéb zavaró körülmény, (pl. rosszullét) sem. Harminchat perc elteltével White az irányítás határozott utasítására visszatért a kabinba parancsnoka, Jim McDivitt mellé, amellyel az első amerikai űrsétát sikerrel teljesítettnek minősíthették.
Az űrsétát követően még három napnyi repülés várt az űrhajós párosra, amelynek során tizenegy tudományos (orvosi, fényképezési és egyéb) kísérletet hajtottak végre, mindet sikerrel. A repülés 48. keringésében meghibásodott az űrhajó számítógépe, ami miatt nem lehetett szó a tervezett, számítógép irányítású visszatérésről. A 62. keringésben kézi irányítás mellett hajtották végre az űrhajósok a fékezést, a légkörbe való visszatérést. A Gemini IV 1965. június 7-én került sor az Atlanti-óceánon, ahol 81,4 kilométerrel a tervezett leszállási pont mellett szálltak vízre. A helyszínen várakozó USS Wasp anyahajó egy órán belül kiemelte őket.
A NASA számára a holdutazáshoz szükséges műveletek kipróbálása során a soron következő művelet, az űrrandevú kipróbálására hivatott repülés a Gemini V volt.

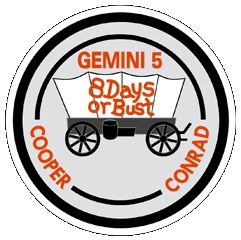
A Gemini V logőja és jelmondata: „8 nap, vagy halál”

A repülés 1965. augusztus 21-én startolt Cape Kennedy 19-es indítóállásából helyi idő szerint 9:00-kor (14:00 UTC), egy kis ún. pogo oszcillációt leszámítva eseménytelen start keretében. Az űrhajó 163*350 kilométeres ellipszis pályára állt. A pályára állás után rögtön hozzá is kezdett a Gordo Cooper parancsnokból és Pete Conrad pilótából álló legénység a legnagyobb figyelemmel kísért randevúkísérlet megvalósításához. Ehhez előbb kibocsátottak egy kis műholdat (hivatalos nevén a Randevú Felmérő Csomagot), majd mikor ez kissé eltávolodott, megpróbáltak odamanőverezni hozzá. Időközben azonban az első útjára felvitt üzemanyagcella, amely a fedélzeti áramellátásért volt felelős, abnormális működési paramétereket kezdett jelezni, ami miatt a legénység elővigyázatosságból inkább leállította. Ezzel azonban az elsődleges célkitűzés, az űrrandevú meghiúsult, sőt felvetődött a repülés idő előtti megszakításának és a legénység hazahozatalának gondolata is. Houstonban és St. Louis-ban, az űrhajó gyártóhelyén hamarjában kísérletek indultak az üzemanyagcellával, majd az extrém paramétereken működő eszközzel szerzett tapasztalatok alapján a legénység is visszakapcsolhatta azt, hogy az űrhajóban visszaálljon az áramellátás. Ezzel a korai repülés megszakítás veszélye megszűnt és visszatért a randevúkísérlet gondolata. Ugyan a céltárgynak szánt műhold elveszett, az irányítás rájött, hogy nem igazán egy céltárgyra van szükség, hanem inkább egy kitüntetett pontra az űrben, amit meg lehet közelíteni (a céltárgy inkább csak megtestesíti azt). Ezért Buzz Aldrin vezetésével kidolgoztak egy ún. „fantom randevú” nevű eljárást, aminek pont az volt a lényege, hogy egy kitüntetett ponthoz manőverezzék az űrhajót. A harmadik keringés során Cooper sikerrel teljesítette a fantom randevút, ezzel igazolta, hogy a Gemini űrhajóval valóban lehetséges egy űrbéli randevú megvalósítása.
A további feladat a 8 napos – világrekordot jelentő – időtartam kirepülése volt. Ennek abban állt a jelentősége, hogy ez volt egyenlő nagyjából egy holdutazás elméleti oda- és visszaútjának időszükségletével. Ennek során összesen 17 kísérletet végeztek el – köztük két, a Pentagon által feljuttatott katonai kísérletet is –, zömmel sikerrel. A Gemini V 1965. augusztus 29-én, 7 nap 22 óra 55 perc 14 másodperc repülést követően rendben leszállt az Atlanti-óceánra, ahol a USS Lake Champlain hordozó vette a fedélzetére a legénységet.
A következő két repülés – igaz némileg véletlenszerűen – szimultán repülés volt, amelynek során a fő célkitűzések közül az űrrandevút (két űrhajó űrbeli találkozását) és a holdutazás időtartamának megfelelő hosszútávú űrrepülést próbálták ki. Az eredeti elképzelések szerint a Gemini V fantomrandevúja után a Gemini VI egy Agena célrakétával találkozott volna, létrehozva egy kézzelfogható, a közvélemény számára jól értelmezhető randevút. Az erre vonatkozó előkészületek megtörténtek és 1965. október 25-én az Agena elstartolt, miközben az űrhajósok beszíjazva ültek az űrhajójukban a saját startjukra várva. Ám hamarosan az irányítás azt a hírt kapta a megfigyelőhajóktól, hogy az Agenát valamilyen váratlan esemény érte és felszállás közben megsemmisült. Az embert szállító hajónak értelmetlen volt startolnia, így az űrhajósokat kiszállították, a rakétából pedig leengedték a betöltött hajtóanyagot, a startot későbbre halasztották. Már a sikertelen start idején felmerült az ötlet, hogy a hosszas baleseti kivizsgálásra váró Agena helyett miért ne lehetne egy másik Gemini – a soron következő repülés embert szállító űrhajója – a céltárgy. Az ötlet hamar hivatalos tervvé lett és a felszállásra váró Gemini VII lett a Gemini VI céltárgya, csak a két repülés startsorrendjét kellett megcserélni. Illetve a Gemini csapatnak biztosnak kellett lennie abban, hogy az egyetlen rendelkezésre álló indítóállást alkalmassá lehet tenni néhány nap alatt arra, hogy újra indítani lehessen róla egy rakétát.

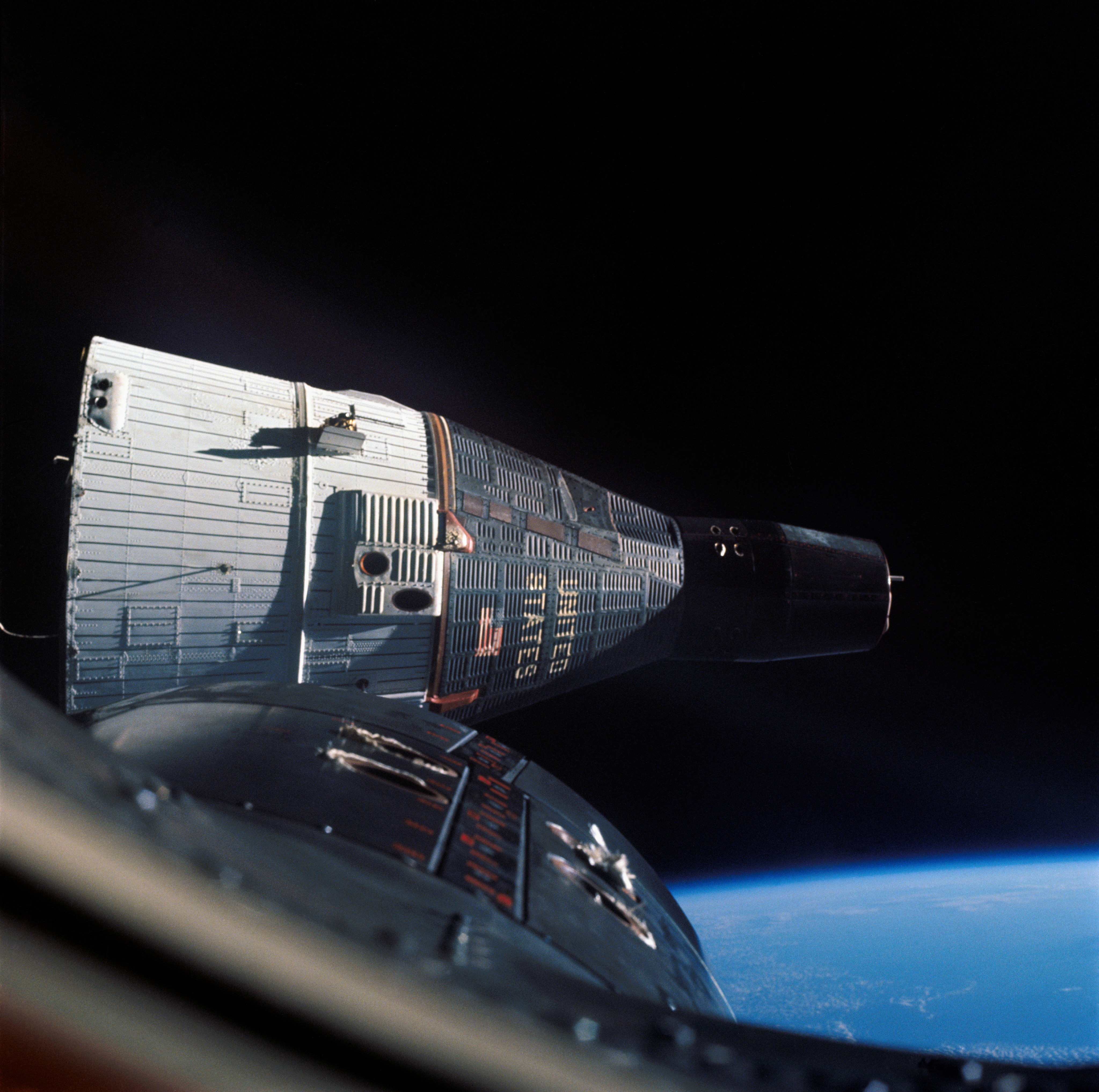
A Gemini VIA és a Gemini VII randevúja

Az elképzelésből hamar hivatalos terv lett és a Gemini VII már úgy indult az űrbe, az addigi időtartamrekordot messze megdöntő 14 napos útjára, hogy a célok között ott volt egy másik Gemini űrhajó fogadása is. A Gemini VII Frank Bormannal és Jim Lovellel a fedélzetén 1965. december 4-én startolt. A két űrhajós arra vállalkozott, hogy két hetet tölt el egy akkora űrhajóban, mint egy Volkswagen Bogár első két ülése, mivel ez számított egy holdutazás elméleti maximum időtartamának. Az űrhajósoknak nem volt szigorú időbeosztása, de jó néhány kísérletet végeztek el a hosszú idő alatt. Közben elsőként próbálhatták ki, hogy milyen, amikor levehetik az űrruhájukat (igaz először csak felváltva engedte nekik az irányítás, az egyiküknek mindig űrruhába beöltözve kellett lennie, ami kezdetben meglehetősen frusztrálta a parancsnokot).
A start után a földi személyzetnek kilenc napja volt Cape Canaveralen, hogy az első űrhajó felszállása után felkészítsék a startra a második Geminit. A Gemini VIA-ra átnevezett repülésen Wally Schirra és Thomas Stafford startját 1965. december 12-re tűzték ki. Aznap rendben meg is történt minden startelőkészület, ám a visszaszámlálás során a legutolsó másodpercekben egy elektromos csatlakozó hibája miatt leállt a startfolyamat és az űrhajó a Földön maradt. Nagy szerencsére Schirra nem húzta meg az ilyen esetekre előírt katapultálást kiváltó kart. Az űrhajó átvizsgálása során hamar kiderült a hiba oka, ami ráadásul egy nagyon könnyen kijavítható hiba volt, és így esély nyílt rá, hogy a még mindig hat napig fenn tartózkodó űrhajóhoz még egyszer megpróbáljanak egy randevúkísérletet. 1965. december 15-én aztán végre sikeresen elstartolt a Gemini VIA. Schirráék mindössze négy keringés alatt utolérték a másik Geminit, majd mintaszerű űrrandevút mutattak be. A műveletek során a Gemini VIA játszotta az aktív, míg Bormanék űrhajója a passzív szerepet. A Gemini VIA repülése mindössze egy napig tartott, aminek során megközelítették, majd eltávolodtak a célűrhajótól, végig 30 cm és 90 méter között tartva a távolságot. A randevú sikeres volt. A randevú teljesítése után a Gemini VIA leszállt, Bormanék számára már csak az maradt a feladat, hogy ők pedig a 14 napos időtartamot teljesítsék ki. Főként pszichológiai nehézségek támadtak a hátralevő időben (főként Borman tűrte rosszul a maratoni bezártságot), amelyet követően 13 nap 18 óra 35 perc repülést követően a Gemini VII is leszállt az Atlanti-óceánra.
Az utolsó kipróbálatlan manőver, két űrhajó összekapcsolása a világűrben a Gemini VIII-ra maradt. A dokkolást ezúttal (is) a Gemini VI eredeti tervének megfelelően egy Agena célrakétával tervezték. A tervek szerint a Gemini VIII-cal már a korábbiakhoz képest eggyel komplexebb feladatsort céloztak meg, mivel a dokkolás mellett még tervezték, hogy az összekapcsolt űrhajórendszerrel, az Agena hajtóművének felhasználásával végezzenek manővereket, majd ezzel párhuzamosan a pilóta még űrsétát is tett volna. A repülésre Neil Armstrong parancsnokot és Dave Scott pilótát jelölték legénységül.

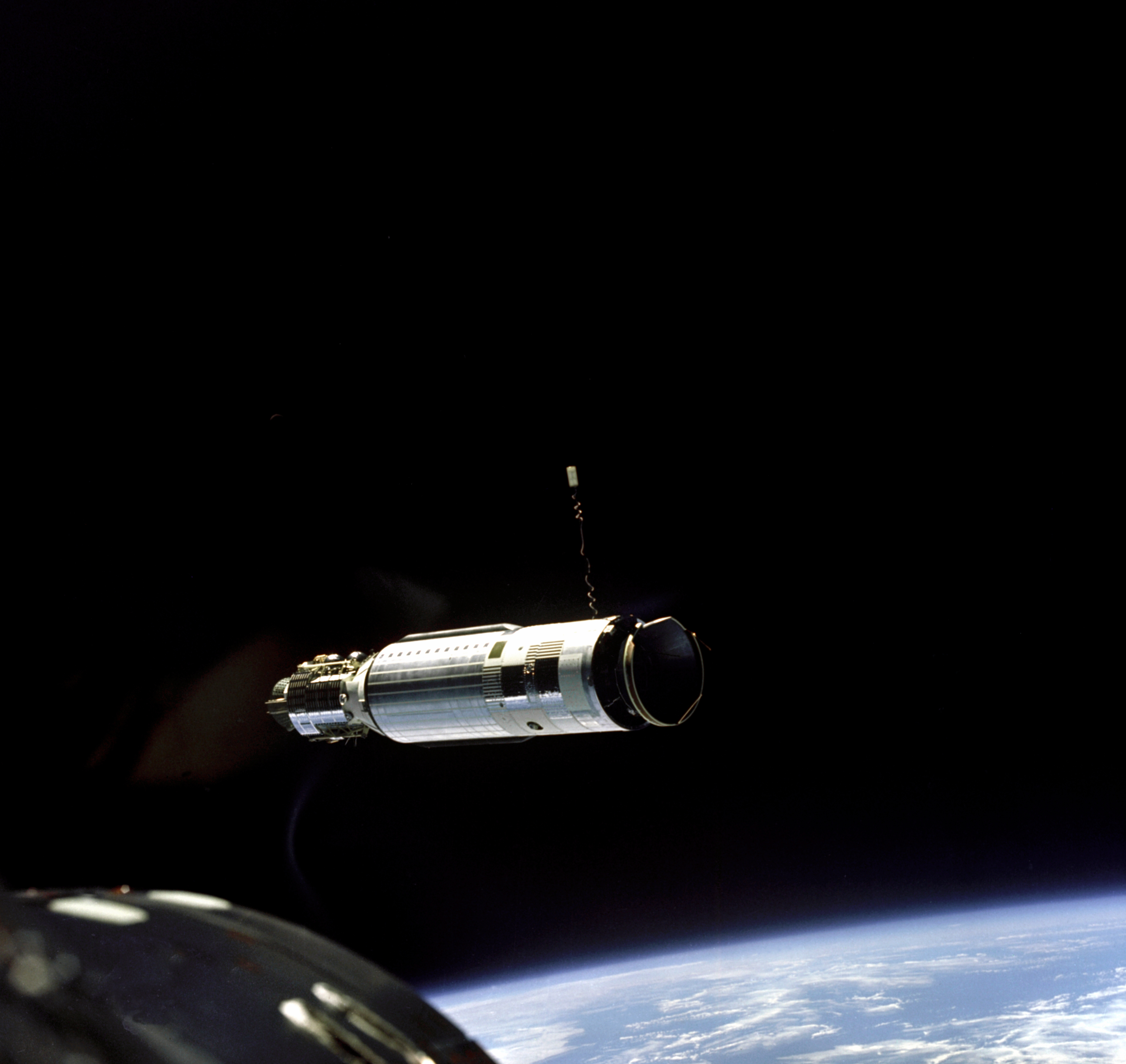
A történelem első űrbeli dokkolása egy Agena célrakétával

A Gemini VIII 1966. március 16-án startolt azt követően, hogy másfél órával korábban az Atlas-Agena űrszerelvény is sikeresen elstartolt Cape Canaveralról és a célrakéta problémamentesen pályára állt. Armstrongéknak az előző randevúkísérlet során kidolgozott koreográfiát követve az első szakaszban nem volt számottevő dolga, mivel a két űreszköz pályáját úgy választották meg, hogy az azokon közlekedő űrhajók megközelítsék egymást. Az aktív űrhajóban ülő parancsnok feladatai akkor kezdődtek, amikor bekapcsolt a radar és 322 kilométerről befogta a céltárgyat. Majd 104 kilométernél a vizuális kontaktus is megvolt. Armstrong egészen 45 méterrel a találkozás előttig csökkentette a távolságot a két űrhajó között, ahol aztán megállt és rövid ideig kötelékben repültek. Ezt követően megkezdődtek az összekapcsolást célzó korrekciók és fél óra elteltével a két űrhajó eggyé vált, amikor a dokkolóreteszek szilárdan rögzítették az egymáshoz navigált űrhajókat. Armstrong diadalmasan jelentette az irányításnak, hogy sikerrel dokkoltak.
Ezt követően azonban minden rosszra fordult. Az űrhajó elkezdett pörögni, ami valamilyen kormányzásbeli hibát mutatott. Még a repülés előtt az irányítás olyan eligazítást adott, ha bármilyen hiba merülne fel, az űrhajósok váljanak le az Agenáról, mert vélhetően az a hibás. Armstrongék így is tettek, ám ekkor kiderült, hogy nem az Agena a rossz, hanem a saját űrhajójuk. A – beragadt kormányfúvóka miatti – forgás egyre erősödött, mígnem hamarosan elérte az egy fordulat/perc sebességet, amely már hatással volt az űrhajósok érzékelésére. Szédülni kezdtek és a helyzet azzal fenyegetett, hogy elájulhatnak, végül meg is halhatnak. Ekkor Armstrong merész döntést hozott (időközben végig a rádió követőállomások által el nem ért „lyukban” voltak, teljesen magukra utalva) és leállította az orbitális szakaszban használatos kormányrendszert és átváltott a csak a légköri visszatéréshez használt másik, független kormányrendszerre. Ezzel sikerült megállítania a forgás, ám ez egyben azt jelentette, hogy lényegében azonnal le kell szállniuk, megszakítva minden további repülést. További gondot jelentett, hogy ekkor az eredetileg tervezett és hajóegységekkel telerakott leszállási körzet, az Atlanti-óceán szóba sem jöhetett, helyette a Csendes-óceánon kellett végrehajtani a leszállást, ahol a haditengerészet sokkal kisebb mentőkapacitással rendelkezett. 10 óra 41 perc 26 másodperc repülést követően a Gemini VIII sikeres leszállást hajtott végre Japán mellett és ezzel a NASA az első vészhelyzetén sikeresen túljutott, emellett teljesítette az első űrbéli dokkolást is.

### A Gemnini–program harmadik fázisa

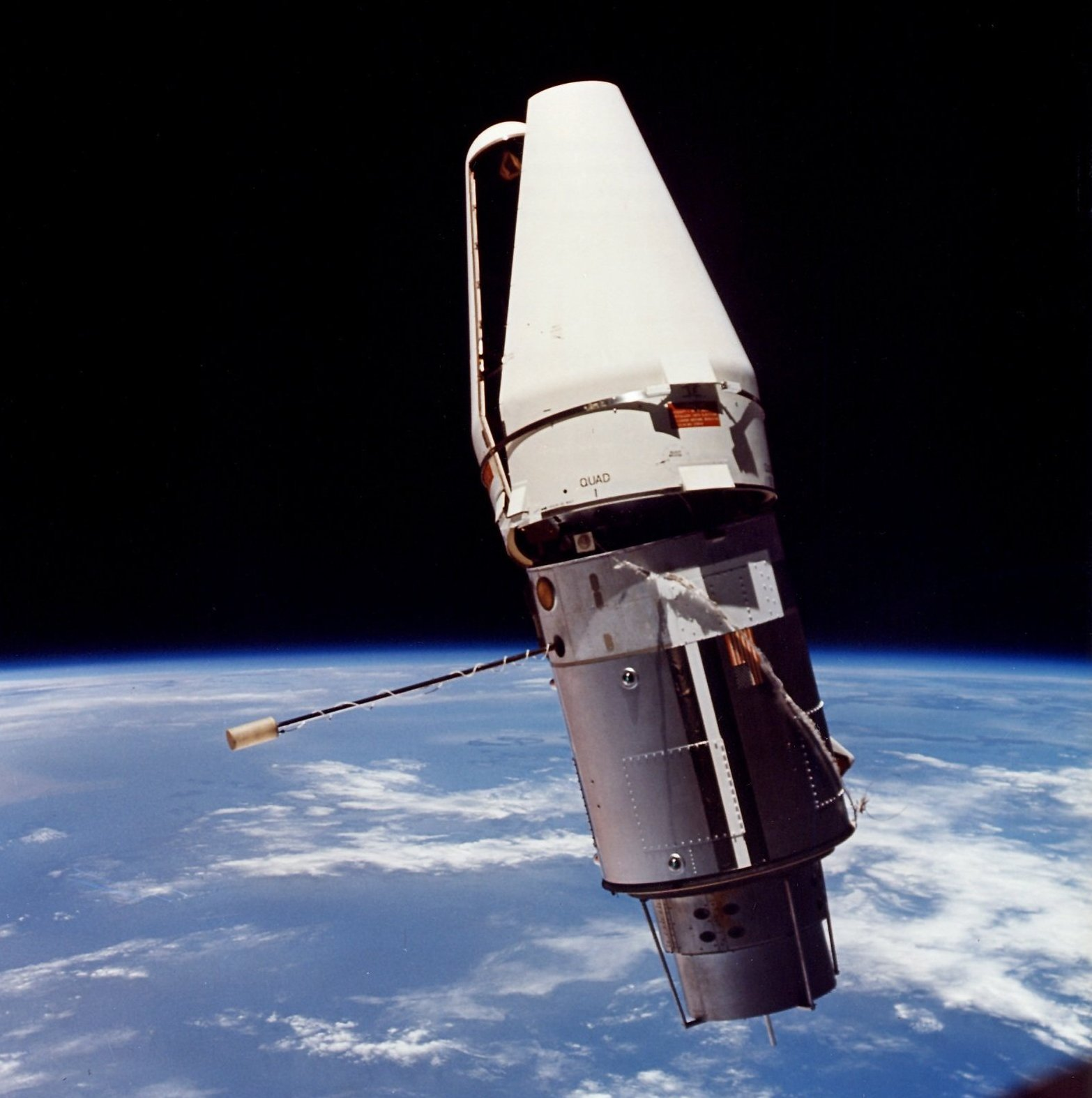
A Gemini IXA céltárgya, az ATDA a félig kinyílt orrkúppal

A Gemini VIII által teljesített világelső dokkolás után a Gemini–program legfontosabb szakasza – amikor a tervezett holdra szálláshoz szükséges manőverekről (űrséta, űrrandevú, dokkolás) tételesen bebizonyították, hogy kivitelezhető – lezárult. Az ezt követő repülések során a tapasztalatot kívánta a NASA elmélyíteni, valamint kombinálni a szükséges műveleteket, egy repülésen többet, többször végrehajtva. A Gemini IX már ezek szerint kapott feladatot, egy randevút és dokkolást, valamint egy űrsétát is végre kellett hajtani egyetlen repülés során általa.
A repülés története három hónappal a start előtt kezdődött, egy sajnálatos repülőkatasztrófával. A kijelölt legénység, Elliot See parancsnok és Charlie Bassett pilóta, valamint tartalék legénység a kiképzés keretében az űrhajót gyártó McDonnell Repülőgépgyár St. Louis-i gyártóhelyére indult T–38-as kétüléses gyakorlógépeiken. Ám az érkezéskor olyan rossz idő fogadta a repülőket, hogy különböző korrigáló manőverekre kényszerültek, amelynek során See pilótahibát vétett és leszállás helyett rázuhant a McDonnell gyártócsarnok tetejére. A katasztrófa során mindkét űrhajós azonnal életét vesztette. Az elhunyt űrhajósok helyére a tartalékokat, Tom Stafford parancsnokot és Gene Cernan pilótát nevezte ki Deke Slayton, míg új tartalékokként a Gemini X tartalék legénységét, Jim Lovellt és Buzz Aldrint.
A repülés következő állomása ismét kudarc volt. A startot 1966. május 17-re tűzték ki, ám aznap az Agena célrakéta felbocsátása kudarcba fulladt, amikor a hordozó Atlasz rakéta meghibásodott és két perc normál működés után az irányítórendszer hibája miatt a Föld felé fordult, amelynek következtében az Agena az Atlanti-óceánba zuhant. Az Agena korábbi problémái miatt a NASA-nak már volt egy pótmegoldása, építtettek egy meghajtás nélküli Agenát, dokkolószerkezettel, amely az ATDA nevet kapta. A kudarcot követően ezt a szerkezetet vették elő. A megismételt startra 1966. június 1-jén került sor, ismét nem problémamentesen: az ATDA-ról érkező telemetriai jelek szerint a védő orrburkolat nem vált le róla rendesen, illetve a Gemini űrhajó startjakor olyan nem várt rendszerhibák léptek fel, amelyek miatt kicsúsztak a rövidre szabott (40 másodperces) indítási ablakból és a startot 48 órával el kellett halasztani.
Az elhalasztott start 1966. június 3-án sikeres volt. A legénység a terveknek megfelelően a harmadik keringésben sikerrel végrehajtotta a randevút az ATDA-val és megerősítette, hogy az orrkúp tényleg nem vált le. Ezután különböző randevúkísérleteket végeztek, többször eltávolodva, majd újra megközelítve a céltárgyat. Közben felmerült, hogy az űrhajó orrával lökjék le az orrkúpot, vagy egy űrsétával vágják el a rögzítőket, ám az irányítás ezt elvetette. Helyette kísérletekkel és egy űrsétával próbálkoztak. Az utóbbi során az űrhajósnak komoly munkát tűztek ki, egy újonnan fejlesztett rakétaszéket, az AMU-t kellett összeállítania és kipróbálnia. Ám a rossz tervezés miatt az űrhajóra nem került elegendő kapaszkodó, rögzítési felület, ezért a mozgás az űrhajós számára módfelett nehézzé vált. Olyan nehézzé, hogy a folyamatos erőfeszítésben kiizzadt. Ám ez újabb tervezési hibát fedett fel: Cernan sisakja bepárásodott, ezzel az űrhajós vakká vált. A hiba folytán nem tudta befejezni a rakétaszék összeszerelését és kiváltképpen nem tudott repülni vele az űrhajó mellett, ezért a parancsnokkal egyetértve dolgavégezetlenül megszakították az űrsétát és a végletekig kihevült és kimerült űrhajóst visszarendelték az űrkabinba. Végül így, egyetlen feladatot sem teljesítve tért vissza a Földre a Gemini IX.

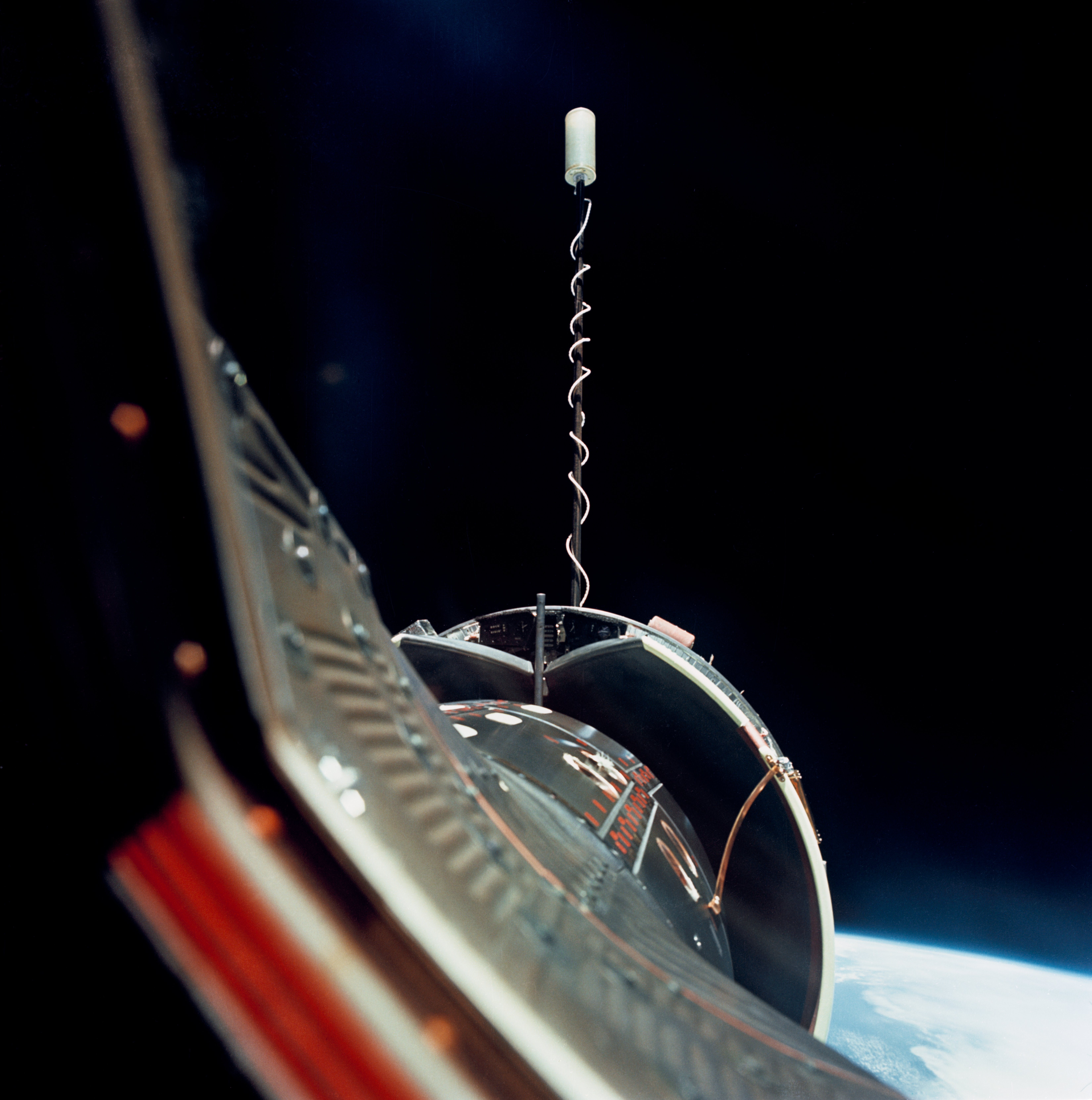
A Gemini X és a hozza kapcsolt Agena

A következő repülésre az egyre türelmetlenebb NASA elvárása egy sikeres repülés lett volna, amely minden előzetes célkitűzést teljesít. A küldetéstervezők ezúttal sem fukarkodtak merész célokkal: kettős randevút írtak elő a Gemini X számára, a második találkozás csúcsán egy űrsétával, amely a másik űrhajót keresi fel. A kettős randevú tárgya elsőként a küldetés saját Agena célrakétája, majd másodszorra a Gemini VIII által fennhagyott és még mindig keringő szerkezet volt.
A startra 1966. július 18-án került sor, amikor előbb az Agena, majd egy 35 másodperces indítási ablakban a John Young és Mike Collins által irányított Gemini X is felszállt. A tervek szerint a negyedik keringésben kellett a Gemininek randevúznia az Agenával, amelyhez az űrhajósok egy új helyzetmeghatározási eljárást alkalmaztak. Collins azonban tévesen határozta meg a Gemini X helyzetét, ezért később olyan pályakorrekciós manőverekre volt szükség, amelyekkel a tervezettnél jóval több üzemanyag fogyott. Ezért a később repülési programon jelentősen változtatni kellett, csak a fő műveletek maradtak. Ezek egyike volt, amikor az Agena hajtóművével és hajtóanyagával változtattak az összekapcsolt űrszerelvény pályáján, egészen 753 kilométerig emelve a pálya földtávolpontját. Később a pályát visszalakították alacsonyabbra, amely már passzolt a Gemini VIII Agena-jának pályájához. Az űrrepülésen két űrsétát hajtottak végre. Az első ún. „felállva végzett űrséta volt”, amelynek során az űrhajós a kabinajtót kinyitva nem távolodott el az űrhajótól, hanem csak az üléséből felállva hajtott végre feladatokat, derékig kiemelkedve az űrbe. A második űrsétára már a Gemini VIII Agena-ja közelében került sor. Ehhez előbb leváltak a saját Agenájukról az űrhajósok, majd megközelítették a másik, régebben fenn keringő célrakétát és egészen 3 méter közelségbe manőverezték a két űrhajót. Collinsnak különböző feladatai voltak, de a kapaszkodók nélküli űrszerkezetekkel meggyűlt a baja és csak egyetlen feladatot – a mikrometeorit minták vételére rendelt fémlap leszerelését – tudott végrehajtani, majd a köldökzsinórral bajlódva idő előtt fejezte be az űrsétáját. Ezek után 2 nap 22 óra és 46 perces repülést követően a két űrhajós leszállt az Atlanti-óceánon.

## Személyzet

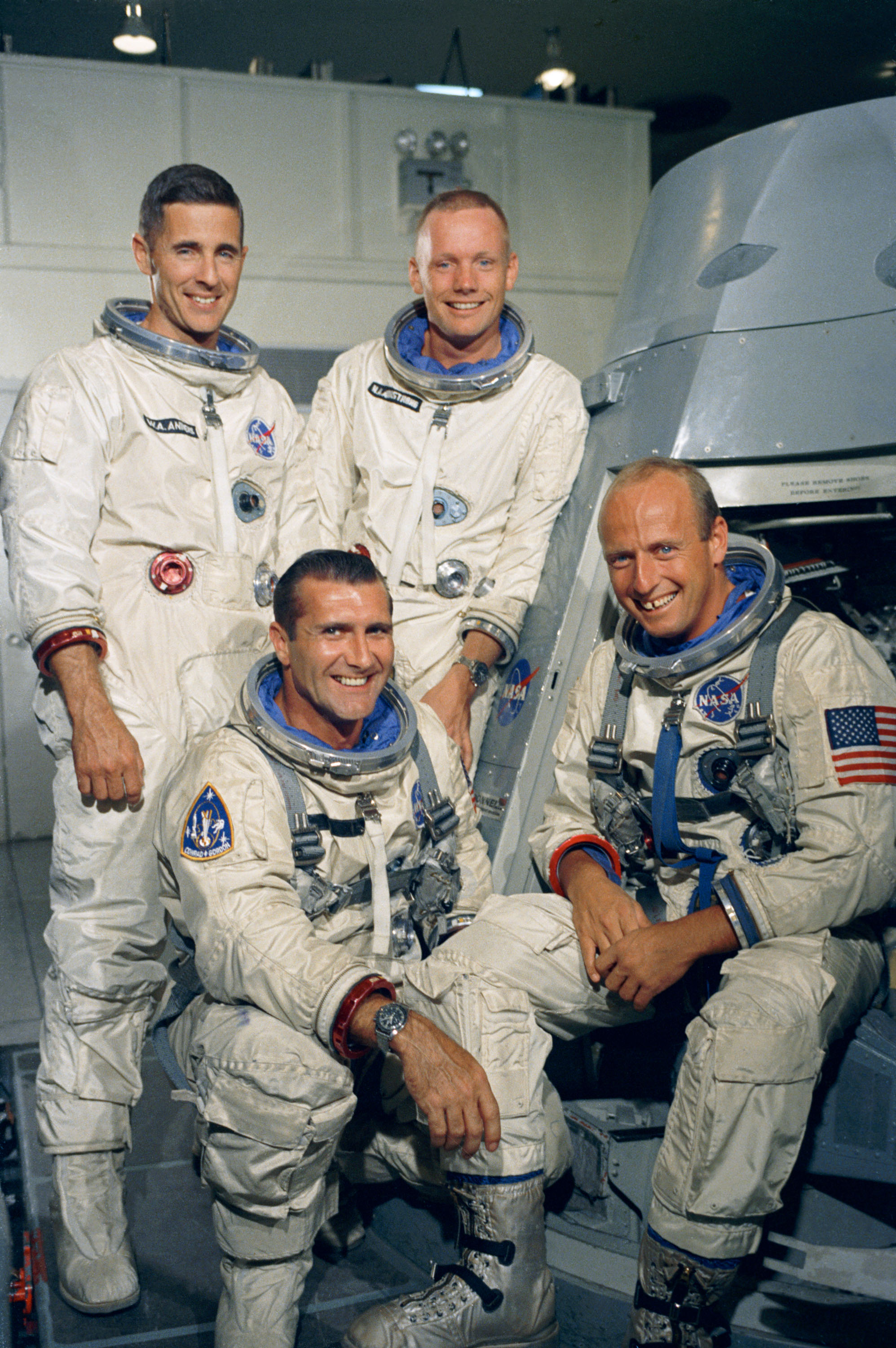
A Gemini XI repülő és tartalék legénysége (elől Dick Gordon és Pete Conrad, hátul áll Bill Anders és Neil Armstrong

Az utolsó két Gemini repülés személyzetének hivatalos bejelentésére 1966. március 21-én került sor, amikor Deke Slayton bejelentette a Gemini XI repülő és tartalék személyzetét, valamint a Gemini XII első számú legénységét (utóbbi tartalékait csak 1966. június 17-én nevezték meg.

### Repülő személyzet
| Beosztás   | Űrhajós                   | Űrhajós                   |
| ---------- | ------------------------- | ------------------------- |
| Parancsnok | Pete Conrad (4) űrrepülés | Pete Conrad (4) űrrepülés |
| Pilóta     | Dick Gordon (2) űrrepülés | Dick Gordon (2) űrrepülés |

### Tartalék személyzet
| Beosztás   | Űrhajós                      | Űrhajós                      |
| ---------- | ---------------------------- | ---------------------------- |
| Parancsnok | Neil Armstrong (2) űrrepülés | Neil Armstrong (2) űrrepülés |
| Pilóta     | Bill Anders (1) űrrepülés    | Bill Anders (1) űrrepülés    |

## A repülés

### A repülés közvetlen előzményei

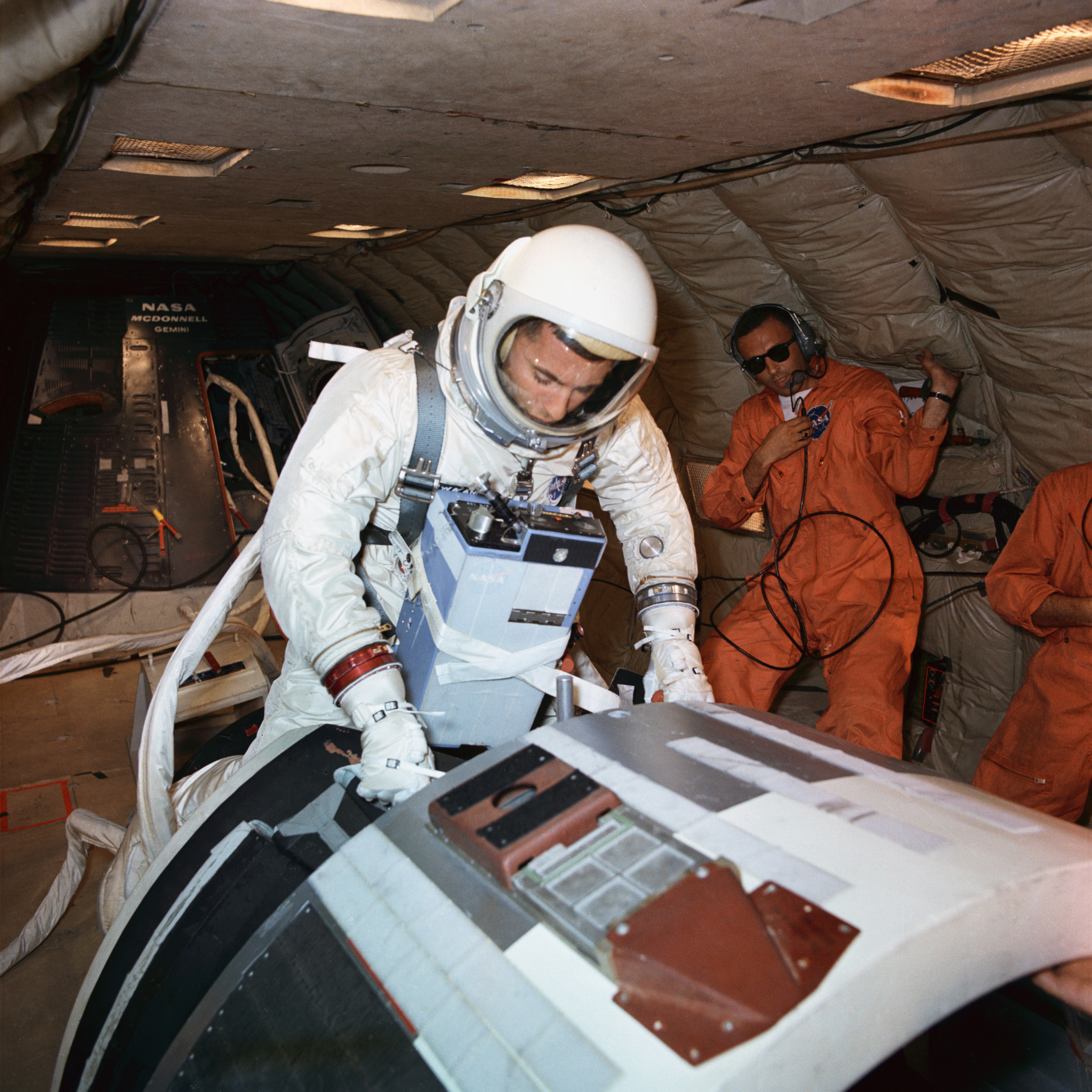
A Gemini XI tartaléka, Bill Anders teszteli az új kapaszkodókat a NASA súlytalanságot gyakorló repülőgépén

A küldetés tervezése, a repülés megtöltése feladatokkal meglehetősen érdekes kérdéssel kezdődött. Még 1965 közepén felvetődött, hogy tervezhetnének a Gemini számára egy olyan röppályát, az ún LEO-t (Large Earth Orbit), azaz nagy magasságú Föld körüli keringést, amely olyan extrém módon megnyújthatná a röppályát, hogy annak a földtávolpontja a Hold felett lehetne, azaz praktikusan a Gemini-vel meg lehetne kerülni a Holdat. Ezen elképzelés egyik legnagyobb támogatója Pete Conrad űrhajós volt. Aztán amikor James Webb, a NASA vezetője elutasította ezt az elképzelést (a Geminit egyszerűen nem arra tervezték, hogy Holdat kerüljön, például a hőpajzsa nem lett volna alkalmas a Hold távolságából való visszatérésre), Conrad még mindig azért lobbizott, hogy minél magasabbra juthasson el a Föld felszíne felett a következő Gemini űrhajó. Conrad azt állította célkeresztbe, hogy extrém magasságokon tesztelhetnék például a kozmikus sugárzás (pl. a Van Allen-öv által csapdába ejtett töltött részecskék) hatásait.
A küldetés másik fontos kísérlete az lett, hogy a majdani Apollónál használt Hold körüli randevú kivitelezhető-e. Az Apollo tervekben az szerepelt, hogy majdan a holdfelszínről visszatérő holdkomp felszállófokozata annyi erőforrást visz magával, amellyel éppen vissza tud térni a Hold körüli pályára és nem marad hajtóanyaga különösebb manőverezésre. Emiatt a tervek szerint a holdkompnak és az anyaűrhajónak rögtön az első keringés során kell találkoznia és összekapcsolódnia, így szükség volt a felszállás utáni első körben történő randevú és dokkolás képességének bizonyítására, amelytől a Gemini még viszonylag messze járt, mivel csak a harmadik keringésben való találkozás volt a legjobb teljesítménye. A Gemini XI számára tehát az „M=1”, azaz az első keringés során végrehajtott randevú lett a fő célkitűzés.
A tudományok és az azok alapján fejlődő ipar a Gemini XI idejére ért el arra a pontra, hogy egy újabb, addig sci-fibe illó művelet kipróbálását rábízza valós űrhajókra és valós űrhajósokra: ez pedig a mesterséges gravitáció volt. Ezt úgy képzelték el, hogy egy újonnan fejlesztett, maximum 50 méter hosszú dacron huzallal összekötik a Geminit és az Agenát, majd az egész rendszert forgásba hozzák és a fellépő centrifugális erő mesterséges gravitációt kelt. A NASA mérnökeinek a szemében a zsinórral összekötött repülés két űrhajó részére azt is jelentette, hogy esetleg lehetne üzemanyag-felhasználás nélkül egymás mellett reptetni az űrhajókat, sőt ezt a célt elébe helyezni a mesterséges gravitációnak. A legnagyobb kétség mindezek mellett az első keringésben végrehajtott randevúval kapcsolatban merült fel, hogy ezt észszerű üzemanyag-felhasználás mellett meg lehet-e valósítani (kiindulva a Gemini X extrém üzemanyag felhasználásának tapasztalatából). A kérdés eldöntésére az irányítás helyettes vezetője, William Schneider és a küldetéstervezés feje, James Elms egy-egy dolláros baráti fogadást kötött.
Egyetlen, talán mindenek felett álló kérdés volt a tervezésnél: az űrséta kérdése. Ebben a tekintetben lényegében minden Gemini repülés kudarcot jelentett. A tapasztalatok alapján a NASA sok helyen változtatott mind a Gemini űrhajón, mind az Agenán lábtartókat, kapaszkodókat szereltek fel a minél stabilabb mozgás érdekében. Emellett bevezették az űrséták víz alatti gyakorlását, amely a legközelebb állt a valósághoz itt lenn a Föld felszínén. Az első teszteket, amelyek során valakit űrruhában egy nagy medencébe engedtek, Gene Cernan végezte el, aki rendelkezett már űrséta tapasztalatokkal és ő megerősítette, hogy az ilyen gyakorlás nagyon közel áll a valóságos súlytalanságban történő mozgáshoz. Lerövidítették továbbá a mindig problémákat okozó köldökzsinórt, valamint kifejlesztettek egy újfajta, kosár formájú lábtartót (amelyet az űrhajósszleng „arany papucsok”-ra keresztelt.
A repülésre kiterjedt kutatási programot terveztek, összesen tizenkét kísérletet küldtek fel az űrhajósokkal:
- S–4: Zéró G és sugárzás hatása az emberi vérre és idegrendszerre
- S–5: Áttekintő földfelszín fotózás
- S–6: Áttekintő időjárási jelenség fotózás
- S–9: Sugárzás eloszlás
- S–11: A földi atmoszféra fénylő rétegének fotózása
- S–13: Ultraibolya csillagászati fényképezés
- S–26: Ion áramlás mérés
- S–29: Föld-Hold librációs területek felmérése
- S–30: Halvány fényes környezeti fotózás
- D–3: Tömeg meghatározás
- D–15: Éjszakai fényképezés feljavítása
- D–16: Szerszám használhatósági felmérés

### Felszállás és randevú, összekapcsolódás

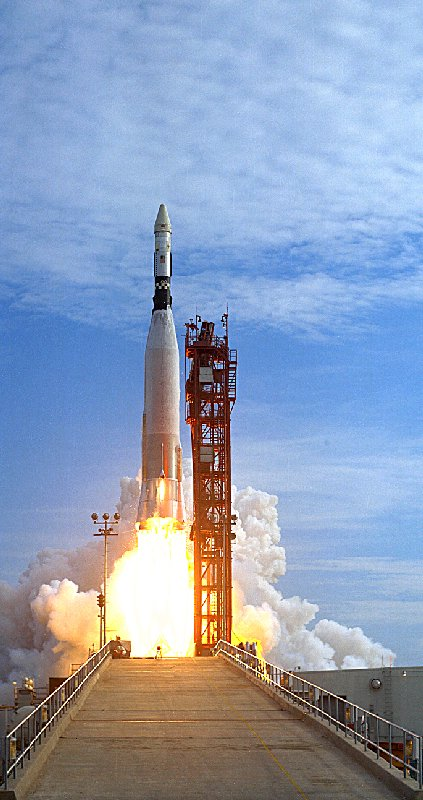
A Gemini XI startja

A Gemini XI 1966. szeptember 12-én startolt Cape Kennedy 19-es indítóállásból, helyi idő szerint 9:42:26,5 kor (14:42:26,5 UTC). A precíz időzítésnek ezúttal mindennél fontosabb szerepe volt, az első keringésbeli randevúnak (vagy a szakzsargon szerinti direkt randevúnak) szigorú követelményei voltak, egy mindössze 2 másodperces indítási ablak nyílt, amelyben a Cape felett áthúzó Agena a kívánt időtávon belül utolérhető volt. Az „egyetlen lövésünk van” jellegű felbocsátás már-már a lehetetlen világába vezetett, különösen úgy, hogy a startelőkészületek sem voltak zökkenőmentesek. Amikor az űrhajósok beszálltak a Geminibe, Guenther Wendt indítóállás parancsnok észlelte, hogy valahol szökik az oxigén a kabinból. Ekkor újra kellett nyitni Conrad oldalán a kabinajtót és elhárítani a szivárgást.

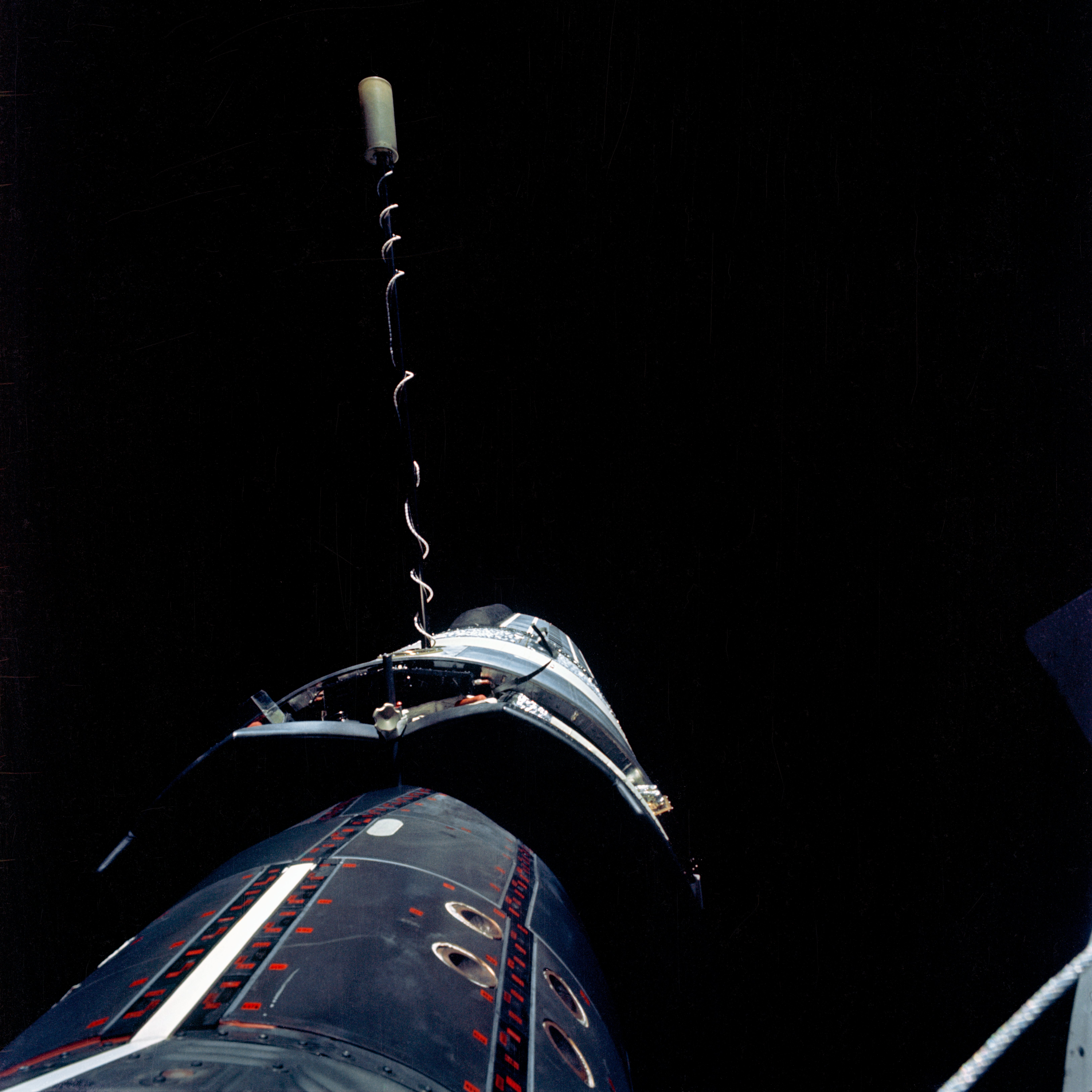
Az összedokkolt Gemini XI és az Agena

A Titan II rakéta hat perces működése után kis híján tökéletes pályára állt a Gemini XI, amelyet, hogy tovább finomítsanak, azonnal nekiálltak az IVAR manőver (Insertion Velocity Adjust Routing) végrehajtásának. Ennek az volt az alapgondolata, hogy minél hamarabb végzünk el egy pályamódosító manővert, az annál kisebb korrekciót igényel, ergo annál kevesebb üzemanyagot. Így a rögtön a felszállás után végrehajtott manővereknek nagyobb hatása van, mint a később végrehajtott ugyanolyan manővereknek. Conradék rendben végrehajtották az IVAR-t és érzékelték, hogy az Agena 430 kilométerre van előttük. Kicsit később újabb korrekció ideje érkezett el, azzal a nehezítéssel, hogy ezúttal az irányítás rádiókapcsolaton kívül volt, az űrhajósok magukra voltak utalva. A korrekció (és a rádió-összeköttetés helyreállása) nyomán az űrhajósok jelentették, hogy már csak 93 kilométerre van az Agenától. A rádiókapcsolat helyreálltával az irányítás a saját pályaszámításait össze tudta vetni Conradék fedélzeten végzett számításaival, amiből olyan kis eltérés adódott, hogy bármelyiket alkalmazhatták a további manőverekhez, Conradék a sajátjuk mellett döntöttek. Ekkor már csak 39 kilométerre voltak az Agenától, amelynek villanó fényei helyett (amelyet addig követtek nyomon az űrhajósok az éjszakai félgömb felett), az egész rakétatest kezdett fényleni a napfényben, ahogy kilépett a nappali félgömb fölé. A közelítés folytatódott, amelynek végén 85 perccel a start után, Kalifornia felett repülve a Gemini 15 méterre megközelítette az Agenát.
Mr. Kraft! Hinné, hogy M=1?
így tréfálkozott Conrad a repülésirányítás főnökével a siker lezárásaként. Az irányítás helyettes vezetője: „sosem veszítettem még el ilyen szívesen 1 dollárt” megjegyzéssel nyújtotta át az elvesztett fogadás összegét a küldetéstervezés vezetőjének.
A következő művelet a dokkolás volt, amelyre Conrad és Gordon engedélyt kapott a CapComtól, John Youngtól. Conrad hamarosan jelentette, hogy bedokkoltak. Ezután az addigi repülésekhez képest egy rendhagyó műveletsor kezdődött, a dokkolási gyakorlatok. Ezek során először a parancsnoknak nyílt leválni, majd újra dokkolni előbb a napfényes félteke, később az éjszakai félgömb felett, majd utána – a program során először – a pilótának nyílt alkalma ugyanilyen módon (előbb megvilágított, később éjszakai körülmények között) a gyakorlásra. Az utolsó bedokkolás után a legénység életre keltette az Agena hajtóművét és gyakorló jelleggel beindították azt is a nagy magasságú manővert megelőzően.
Következett a dokkolási gyakorlás fázisa, amikor sorozatban elváltak az Agenától és újra dokkoltak, hogy az űrhajósok tapasztalatát bővítsék, hogy majd később az Apollo–program során ismerősként üdvözölhessenek egy-egy ilyen manővert. Mindkét űrhajós lehetőséget kapott, hogy úgy napfény mellett, mint az éjszakai félgömb felett megpróbálja a manővert (a gyakorlás érdekessége volt, hogy ezúttal nemcsak a parancsnok, hanem a másodpilóta is megkapta a lehetőséget a manőverezésre). Az utolsó dokkolást követően pedig a legénység újabb tervezett manővert próbálhatott ki, beindíthatták az Agena főhajtóművét, hogy sebességet nyerve megemeljék az összekapcsolt űrhajóegyüttes pályáját. A művelet érdekessége az volt, hogy az űrhajó hajtóművét a menetirányra merőlegesen indították be, így adva 33 m/s többlet sebességet a rendszernek. Ezt követően még 6 óráig repültek (és dolgoztak) ezen a kialakult pályán, majd aludni tértek.

### Űrséta, mesterséges gravitáció, további kísérletek

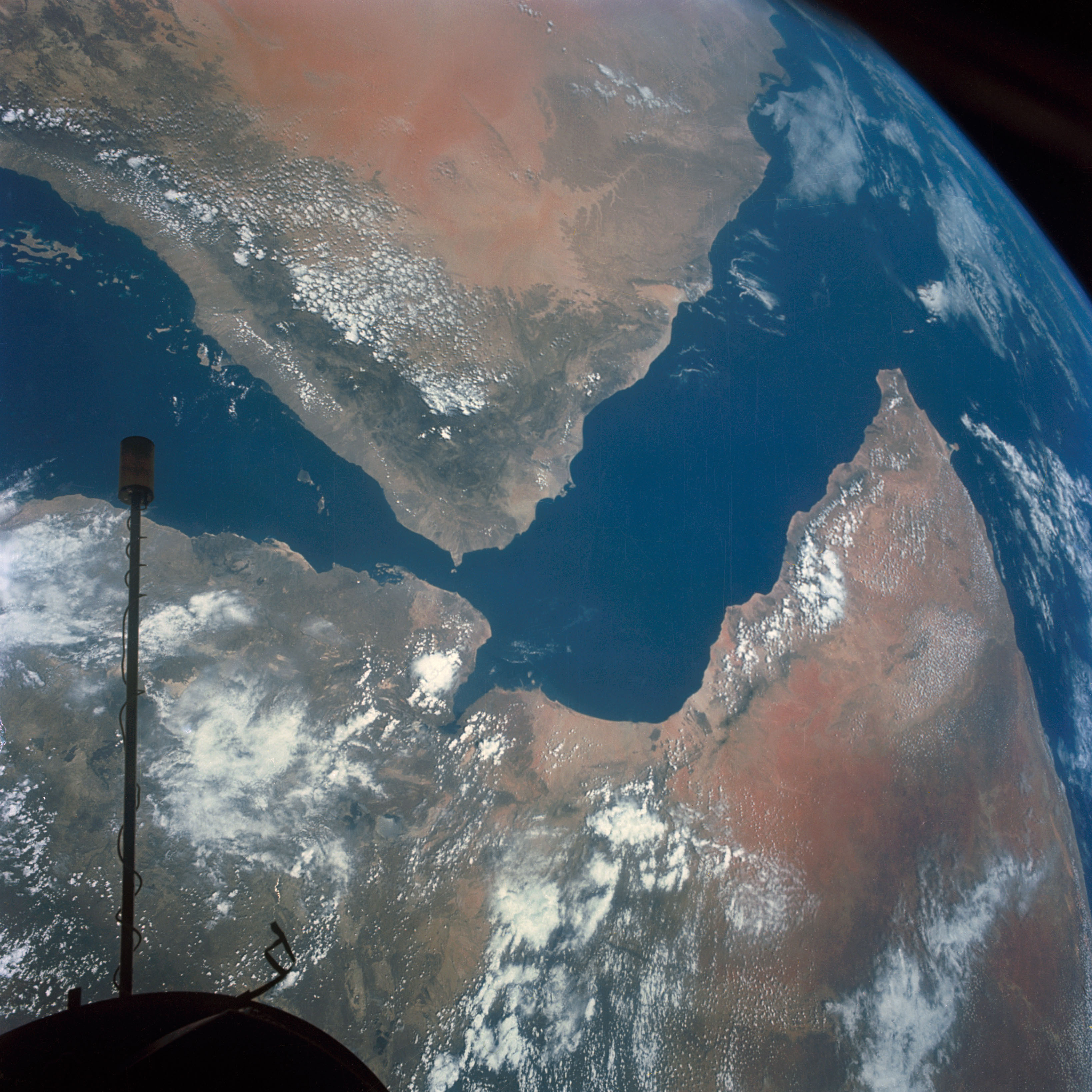
Nagy magasságban készített kép, amelyen felül az Arab-félsziget, alul Afrika szarva látható, a bal alsó sarokban az Agena sziluettjével

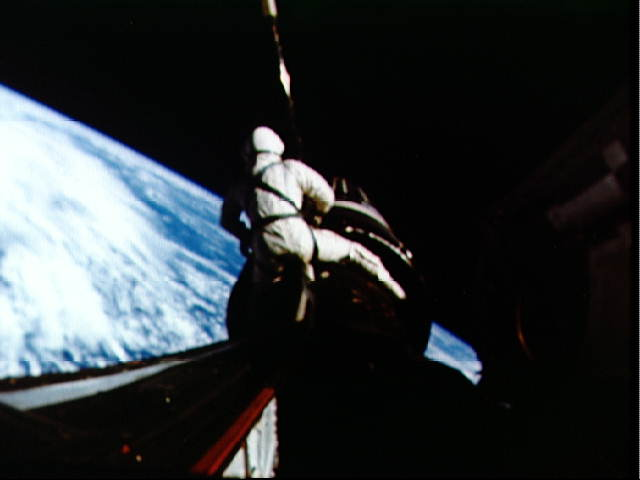
Dick Gordon az összekapcsolódott Gemini és Agena űrhajók találkozásánál „lovagolja” meg a szerkezetet

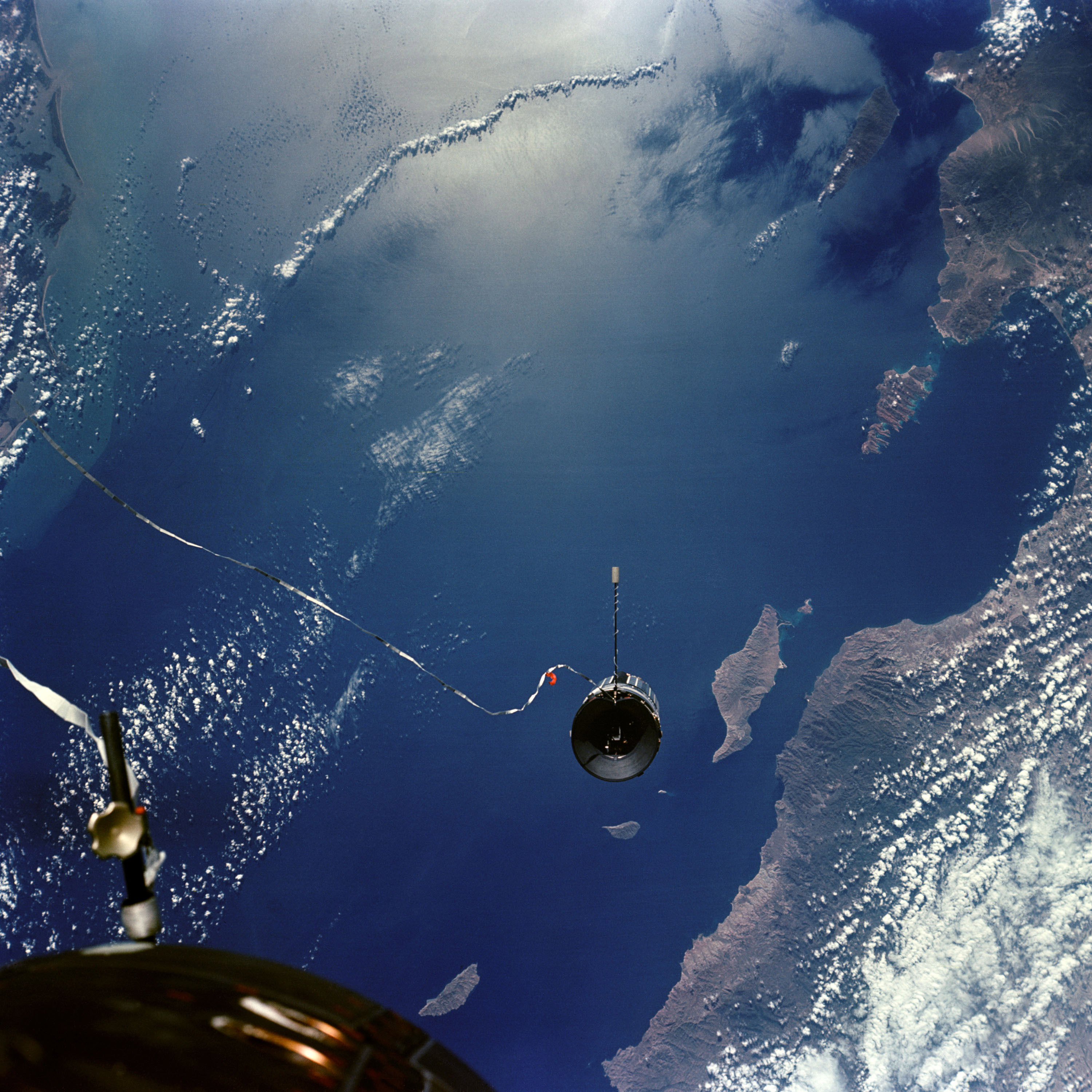
Az Agena és a Gemini XI, közöttük a kettejüket összekötő „pányvával”

A következő feladat az űrséta előkészítése volt, bár a kísérletekhez már korábban hozzákezdtek. Az S–26 az ionáramlást tanulmányozta a dokkolószerkezet környezetében, így azt rögtön a dokkoláskor aktiválták, vagy az S–9 nukleáris emulzió megfigyelést is a dokkolási gyakorlással párhuzamosan indították el, míg az S–29 librációs régió fotózást is elvégezte az éppen nem az összekapcsolódással elfoglalt űrhajós. Az űrséta előkészületei között volt egy soron kívüli feladat is. Majdnem minden Gemini űrhajós panaszkodott róla, hogy az ablakok használhatatlanná váltak, mert valamiféle filmréteg vonta be őket, akadályozva a kilátást. A parancsnok tréfásan megjegyezte, hogy az űrsétán Gordon letörölhetné a "szélvédőjét", ám az irányítás ezt komolyan vette és beiktatták a feladatokba, hogy Gordon egy száraz ronggyal törölje le a felületet, majd a rongyot hozzák vissza a repülés után, hogy a NASA elemezhesse, mi rakódik le az ablakfelületekre.
Az űrhajósok kicsit előbb elkészültek az űrsétára való felkészüléssel, ezért az irányítás várakozásra utasította őket, amelyet ők rendszertesztekkel akartak elütni, ám ez balul sikerült, mivel az oxigénáramlás kapcsolgatásakor felesleges oxigénhasználatot könyvelhettek el, az űrruhák hűtése is megbolondult, Gordoné például túlmelegedett. Fontolgatták, hogy engedélyt kérnek, hogy előbb indíthassák az űrsétát, de úgy döntöttek, megvárják a terv szerinti időt vele. Amikor ez eljött, nekikezdtek kinyitni az ajtót, illetve Gordon a sisakra akart erősíteni egy napellenzőt. Ez váratlan nehézségeket hozott, még a parancsnok is segített a műveletben, mégis hatalmas birkózás vette kezdetét a napellenző felcsatolására, amelybe Gordon beleizzadt (ráadásul még el is repesztették az ellenzőt). Amikor kinyitották a kabint, szinte az összes rögzítetlen tárgy, szemét kirepült a kabinból, köszönhetően a korábbi oxigénes kísérleteknek, amellyel túlnyomás alatt tartották a kabint és ez a kiszabaduló nyomás repített ki mindent az űr vákuumába.
Gordon első feladata az S–9 kísérletben használt nukleáris emulzió tartályának leszedése és a kabinba juttatása volt, ez meg is történt, Conrad átvette tőle a kísérleti eszközt és a lába alatt biztonságba helyezte. Az eszköz helyére kellett rögzíteni egy kamerát, amely a kinn tevékenykedő űrhajós mozgását rögzítette. Ez váratlan nehézségekbe ütközött, de végül a kamera a helyére került. Ezután egy 30 méter hosszú huzalt kellett csatlakoztatnia az űrhajósnak az Agenára, hogy a későbbiekben a mesterséges gravitációs, forgatási kísérlethez alkalmassá tegyék az űrhajó rendszert. Amikor Gordon elrúgta magát, hogy a megfelelő helyhez érjen a kábel csatlakoztatásához, elvétette a célt és Conradnak kellett visszavontatnia őt a köldökzsinórnál fogva a kiinduló pozícióba. A második kísérlet sikeres volt. Maga a csatlakoztatás problémákba ütközött. Gordon nehezen tudta stabilizálni magát a dokkolószerkezetnél, ahol a csatlakozási hely volt kialakítva, mivel nem volt elegendő kapaszkodó, vagy lábtartó kialakítva. Conrad ajánlott egy áthidaló megoldást – „Lovagold meg, cowboy” –, azaz a combjai szorításával ragadja meg az űrhajókat a dokkolószerkezet környékén, ezzel adva a további műveletekhez stabilitást magának. Gordon így is tett, de csak az egyik keze volt szabad, a másikkal azért megpróbálta megragadni az űrhajót, de végül – hat percnyi kínlódás árán – sikerrel hajtotta végre a csatlakoztatást. Ennek az volt az ára, hogy a sisakjában patakokban folyt az arcáról a veríték. Aztán az izzadtságtól félig vakon megpróbált felerősíteni egy tükröt a dokkolószerkezetre, hogy Conrad meg tudja őt figyelni, amikor hátra ment az űrhajó hátuljához. De a művelet sikertelen volt, Gordon nem tudta a helyére rögzíteni a tükröt, így végül inkább eldobta. Ezután a parancsnok ablakának letörlése is elmaradt. Amikor Gordon visszatért a kabinajtóhoz (hogy a terv szerint továbbmenjen az űrhajó feneke felé, hogy ott elővegyen és összeállítson egy, a manőverezéshez szükséges rakétapisztolyt), Conrad szemrevételezte társát és üzent az irányításnak, hogy „vissza kellene hoznunk Dicket, mert olyan forró és izzadt, hogy nem is lát”, mivel olyan kimerültnek és túlhevültnek mutatkozott. Gordon sem ellenkezett. Így mindössze 33 perc elteltével – a tervezett 107-hez képest – az űrséta véget ért, illetve inkább félbeszakadt, tekintettel az elvégzetlen dolgok garmadára. Később még, egy óra múltán, amikor Gordon megpihent, az űrhajósok újra kinyitották az ajtókat és a felhalmozódott, nem használt űrséta eszközöket (pl. a terjedelmes köldökzsinórt) kidobták az űrhajóból.
A probléma meglepett mindenkit, mivel Gordon Gene Cernannel és Mike Collins-szal is tapasztalatot cserélt és felkészültnek gondolták a nehézségeket illetően. A mérnökök már csak egyetlen dolgot találtak az ötletek sorában, ami a sorozatos kudarcból kiránthatta a NASA-t, az űrhajót sokkal több kapaszkodóval és lábtartóval felszerelni. Az előző repülések tapasztalatai alapján az űrséta extrém módon igénybe vette az űrhajósokat, ezért az azt követő időszakra könnyű, pihentető tevékenységeket terveztek be a páros számára. Fényképezés, étkezés, orvosi ellenőrzések következtek, majd megkapták a következő manőverhez, az Agena hajtóművével való gyorsításhoz az adatokat. Ezek után aludni tértek.
A következő fontos feladat a hozzájuk kapcsolt Agena főhajtóművével való gyorsító manőver volt. Felkelés után a két űrhajós inkább átugrotta a reggelit és nekikezdtek az űrhajó és saját maguk felkészítésére a manőverhez. Mindent rögzítettek a kabinban, majd beöltöztek űrruhába. Amikor az Agena rendszereinek ellenőrzőlistájához értek, azt észlelték, hogy az nem fogadja elég hamar a begépelt parancsaikat, mindig eltelik némi idő, mire visszajelzést kapnak. Conrad megkérdezte a jelenségről az irányítást, de a telemetria szerint rendben ment minden. Ez a saját műszerfalukra terelte a gyanút, hogy ott működik valami hibásan. Az irányítás mindenesetre megadta az engedélyt. A 26. keringésben beindították az Agena hajtóművét, amely 279,6 m/s sebességet adott hozzá addigi keringési sebességükhöz. Az űrhajósok ezt egyfajta szenzációként élték meg, mivel az Agena velük szemben kapcsolódott a Geminihez, ezért a gyorsítás az ő szemszögükből hátra, „tolatva” történt. Legnagyobb pályamagasságuk 1372 km magasra került és megfigyelhették, ahogy a Föld gömbjének látványa zsugorodni kezd. A csúcsmagasságot elérve fényképezési feladatokhoz látott a páros és áttekintő fotókat készítettek a kitágult látómezővel, így egyszerre a képeken tudott lenni Afrika, India és Ausztrália. A legnagyobb magasság elérését úgy tervezték meg, hogy azzal kikerüljék a Van Allen sugárzási övet, nehogy nagyobb sugárzás érje az űrhajósokat (a Földet körülvevő sugárzási öveket csak alig korábban fedezték fel és nem voltak tisztában teljesen a mibenlétével és elhelyezkedésének esetleges változásaival, ám Ausztrália felett alacsony sugárzást mértek, így ide jelölték ki az űrhajósok pályamagasság emelését). Összesen két ilyen magasabb pályán vezetett keringést tettek meg, és a harmadik körben az Egyesült Államok felett járva egy 23 másodperces manőverrel 280 m/s sebességcsökkenést értek el, lényegében visszatérve az eredeti pályájuk paramétereihez.
Ezután az űrhajósok beszúrták a műveletek közé a korábban elmaradt étkezést, hogy utána végrehajthassák a második űrsétát. A 29. körben ismét kinyitották a kabinajtót (éppen Madagaszkár felett járva) és hozzákezdtek az előző repülésekről ismert ún. „felállva végzett űrsétához” (SEVA – Stand-up Extra Vehicular Activity). Ehhez egy rövid pányvával a padlóhoz kötötték az űrhajóst, aki így nem lebegett ki az űrbe, de nem is kellett kapaszkodnia, ezért mindkét keze szabad maradt. Gordon feladata a fényképezés volt, ultraibolya kamerájával csillagképeket fényképezett. Amikor Gordon befejezte a műveletet, visszaült az ülésébe, de Conrad döntése szerint nyitva maradtak az ajtók és az Egyesült Államok felett tovább fotózták a felszínt a nyitott ajtókon keresztül. Miközben ez a „tevékenység” zajlott, hirtelen az elcsendesedő űrhajósok egyike azzal a jelentéssel törte meg a csendet, hogy „elnézést, de ő elszundított kicsit”, amit a többiek tréfával ütöttek el, hogy „ez is egy elsőség...először aludt valaki vákuumban”.
Ezt követően következhetett az utolsó nagyobb művelet, az űrhajók pányvával összekötött repülése és megforgatása. Hawaii felett járva az űrhajósok szétválasztották a két űrhajót, óvatosan, hogy a forgási manőverhez is megfelelő legyen a konfigurációjuk. A művelet közben azonban az összekötő kábel elakadt, amikor 15 méter volt még csak kiengedve. A legénység próbálkozott a hibaelhárítással, ám további hibák merültek fel, nem tartott jó irányba a kísérlet. Ekkor az irányítás azt javasolta, hogy hagyjanak fel a kísérletezéssel és egy másik módszert próbáljanak ki. De ezzel a módszerrel Conrad hiába ügyeskedett, képtelen volt kifeszíteni a kábelt, pedig arra lett volna szükség. Végül inkább a gravitáció tette a dolgát, mintsem az űrhajósok, és valamennyire kifeszült a két űrhajót összekötő pányva és egy 38 fok/perces forgásba ment át az űrhajórendszer, amelyet hosszú időn át meg is tudtak tartani. Amikor kibukkantak a nappali félteke fölé, a Hawaii követőállomás azt kérte, próbálják meg gyorsítani a forgást, ám a próbálkozás nem járt teljes sikerrel, az űrhajók rángatózni kezdtek a kötél két végén. Mindenesetre a forgás 55 fok/percre nőtt és az űrhajósok mérni tudták a mesterséges gravitáció mértékét. Ők maguk nem érzékeltek semmit, de a kabinban szabadon engedett tárgy (egy kamera) határozottan mozgott egy egyenes vonal mentén a kabinon belül, a kint feszülő kábellel párhuzamosan.
Kicsit később elkövetkezett a leválás ideje az Agenáról. Ehhez egy eddig nem próbált módon fogtak hozzá. Megnyitották a dokkoló reteszeket, majd amikor a Gemini kissé eltávolodott az Agenától, a hajtóművekkel sebességet nyertek és magasabb pályára emelkedtek. Az Agena így alájuk került, ahonnan megfigyelhették (Young meg is jegyezte, hogy már érti Stafford megfigyeléseinek nehézségét, amikor az a Gemini IXA-n ugyanígy „felülről” próbálta meg szemmel tartani a saját Agenájukat). Aztán fokozatosan, mintegy háromnegyed keringésen keresztül csökkentették a sebességüket és lassan az Agenáéval azonos pályára kerültek, csak éppen 30 kilométerrel lemaradva tőle. Hosszasan, mintegy két keringésen keresztül így repültek „kötelékben”, miközben az űrhajósok egy másik eszközzel kísérleteztek, amely a halvány fényeket (városok fényeit, villámokat, stb.) erősített fel, hogy észlelhessék, még az Agenájuk 30 kilométerre villogó jelzőfényeit is megpillantották. Ezt követően egy újra randevú volt a cél az Agenával. Conrad mindenféle nehézség nélkül végrehajtotta. Az űrhajósok nagy bánatára ezután véget ért a repülési program és tizenkét perc együtt repülést követően újra elváltak az Agenától.

### Leszállás

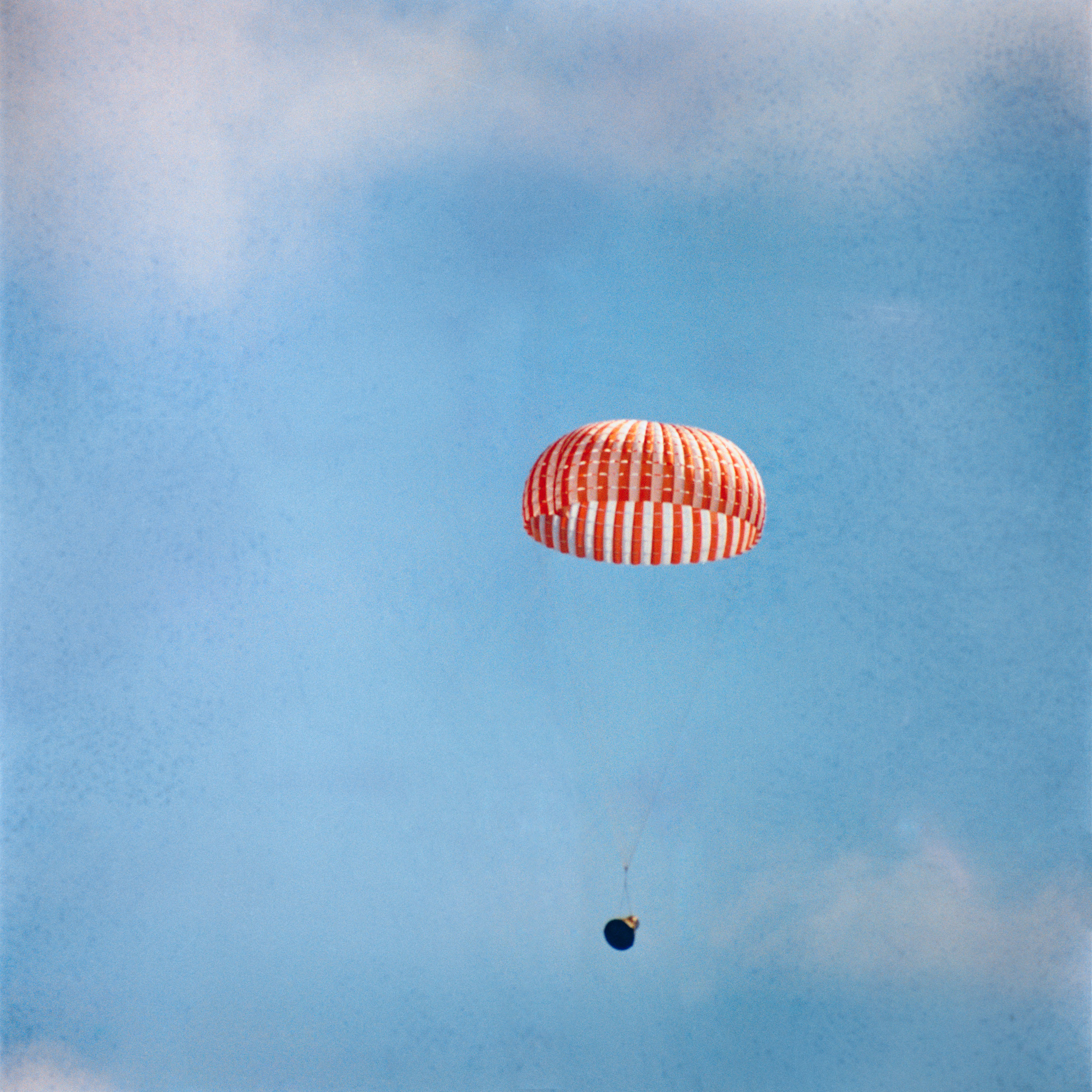
A Gemini XI a leszállási pont felé ereszkedik ejtőernyőjén

A leszállás egy ilyenkor szokásos legénység és az irányítás közötti viccel vette kezdetét, miszerint Conrad javasolta a repülésvezetőnek, hogy küldjenek fel egy utántöltő űrhajót és ők még szívesen maradnak egy kicsit, hogy újabb feladatokat végezzenek el. De ennek utána a legénység hozzálátott a leszállási előkészületekhez, a fékezéshez. A Gemini XI számára a repülési terv automatikus landolást írt elő. Ez azt jelentette, hogy míg az előző űrhajók parancsnokai saját maguk irányíthatták az űrhajót (a kúp alakú kialakításnál fogva az űrhajót bizonyos állásszögre döntve felhajtóerő keletkezett, ilyenkor pedig mintegy repülőgépként viselkedett a kabin, azaz oldal és hosszirányban is befolyásolható volt az ereszkedés pályaíve), ám Conrad nem tehette ezt, azt várták el az irányításnál, hogy a számítógép önállóan vigye az űrhajót a kijelölt pontra. A 44. keringésben Conrad beindította a fékező rakétákat és feszülten figyelni kezdték a számítógépet, amely ezúttal helyettük repült. A számítógép tökéletesen dolgozta ki a korrekciós manővereket. Mindezt úgy, hogy csak minimális hajtóanyagot használt fel.
A Gemini XI végül nagy pontossággal ért vizet, mindössze 4,6 kilométerrel a USS Guam helikopter-hordozótól csobbant az Atlanti-óceánba. Hamarosan a mentőhelikopterek is a helyszínen voltak (Young, a CapCom tréfásan arra figyelmeztette az örömittas űrhajóspárost, hogy „Most már benne vagytok a tévében!”) és kiemelték az űrhajósokat.

## Küldetés paraméterek
- Tömeg: 3798,4 kg
- Perigeum: 289,7 km
- Apogeum: 1374,1 km
- Pályahajlás: 28,85°
- Periódus: 101,52 perc

## Külső hivatkozások

### Magyar oldalak
- Lovagold meg, cowboy! – 40 éve repült a Gemini-11, 1. rész,
- 2. rész

### Külföldi oldalak
- Gemini 5 Mission Report (PDF) October 1965
- On The Shoulders of Titans: A History of Project Gemini Archiválva 2003. december 7-i dátummal a Wayback Machine-ben